# قائمة مصطلحات تشريح الحركة
الحركة هي عملية التنقل وهناك مصطلحات تشريحية متخصصة تُستخدم لوصفها. الحركة تشمل انتقال الأعضاء، والمفاصل، والأطراف، وأجزاء معينة من الجسم. المصطلحات المستخدمة تصف هذه الحركة وفقا لاتجاهها بالنسبة للوضعية التشريحية للمفاصل. يَستخدم علماء التشريح مجموعة موحدة من المصطلحات لوصف معظم الحركات، وعلى الرغم من ذلك فهناك مصطلحات أخرى أكثر تخصصا ضرورية لوصف الحركات المتفردة ذات الطابع الإستثنائي مثل حركات اليدين والقدمين والعينين.
بشكل عام، تُصنف الحركة وفقا للمستوى التشريحي الذي تحدث فيه. فمثلاً، حركتي الثني والبسط أمثلة للحركة الزاوية، يتم فيهما تقريب محورين لأحد المفاصل من بعضهما البعض أو نقلهما بعيداً عن بعضهما البعض. قد تحدث الحركة الدورانية في المفاصل الأخرى مثل الكتف، وتُوصف هذه الحركة بأنها داخلية أو خارجية. مصطلحات أخرى، مثل الارتفاع والانخفاض، تُشير إلى حركة أعلى أو أقل من المستوى الأفقي. العديد من المصطلحات التشريحية مستمدة من المصطلحات اللاتينية التي لها نفس المعنى.

## التصنيف
تُعرف دراسة حركات الجسم باسم الكنيزيولوجيا (بالإنجليزية: Kinesiology)، وتُصنَّف تلك الحركات تبعاُ للمستوى التشريحي الذي تحدث فيه، وذلك على الرغم من أن الحركة هي في أكثر الأحيان مزيج من عدّة حركات مختلفة تحدث في وقت واحد في عدة مستويات. يمكن تقسيم الحركات إلى فئات تتعلق بطبيعة المفاصل المعنية بتلك الحركة:
1. الحركات المنزلقة تحدث بين الأسطح المسطحة، كما هو الحال في الأقراص الفقرية أو بين عظام رسغ ومشط اليد.
2. الحركات الزاوية تحدث على المفاصل حرة الحركة (بالإنجليزية: Synovial joint) وتُسبّب إما زيادة أو نقصان في الزوايا بين العظام.
3. الحركات الدورانية تجعل الأجزاء تتحرك حركة دوران على طول المحور الطولي، مثل تحول الرأس للنظر إلى أحد الجانبين.

وبصرف النظر عن ما سبق، فإن هذه الحركات يمكن أيضا تقسيمها إلى:
1. الحركات الخطية (أو الحركات الإزاحية) هي التي تتحرك في خط بين نقطتين. يًشير مصطلح الحركة المستقيمة (بالإنجليزية: rectilinear) إلى الحركة في خط مستقيم بين نقطتين، في حين يشير مصطلح الحركة المنحنية (بالإنجليزية: curvilinear) إلى الحركة التي تتبع مساراً منحنياً.
2. الحركات الزاوية (أو الحركات الدوارة) تحدث عندما يتحرك جزء حول آخر زيادةً أو خفضاً في الزاوية بينهما. لا تتحرك أجزاء جسم ما جميعها بنفس المسافة. كمثال على ذلك: حركة الركبة، حيث تتحرك قصبة الساق بزاوية مقارنة مع عظم الفخذ، أو كمثل حركات الكاحل.

### الحركة غير الطبيعية
تُضاف أحيانا البادئة «فرط» (بالإنجليزية: -hyper) لوصف حركة زائدة عن الحدّ الطبيعي، مثل فرط الحركية (بالإنجليزية: hypermobility) أو فرط الثني (بالإنجليزية: hyperflexion) أو فرط البسط (بالإنجليزية: hyperextension).
مجال الحركية (بالإنجليزية: Range of motion - ROM) هو مجال المسافة الخطية أو الزاوية التي يُمكن للجسم أن يتحرك خلالها بينما يظل مرتبطاً بجسم آخر. على سبيل المثال إذا كان هناك جزء من أجزاء الجسم مثل أحد المفاصل يمكن المبالغة في بسطه (أي «ثنيه إلى الوراء») مسبباً مجال حركة زائد عن الطبيعي، فإنه يمكن وصفه بأنه مُفْرَط البسط (بالإنجليزية: hyperextended) . فرط البسط يزيد من الضغط على أربطة المفصل ولا يكون دائما بسبب حركة طوعية. قد تأتي تلك الحركة نتيجة حادث، أو سقوط، أو أي سبب غير ذلك من مسببات الرَضْح (بالإنجليزية: trauma). ويمكن أيضا استخدامها في الجراحة، مثل الخلع المؤقت للمفاصل في الإجراءات الجراحية.

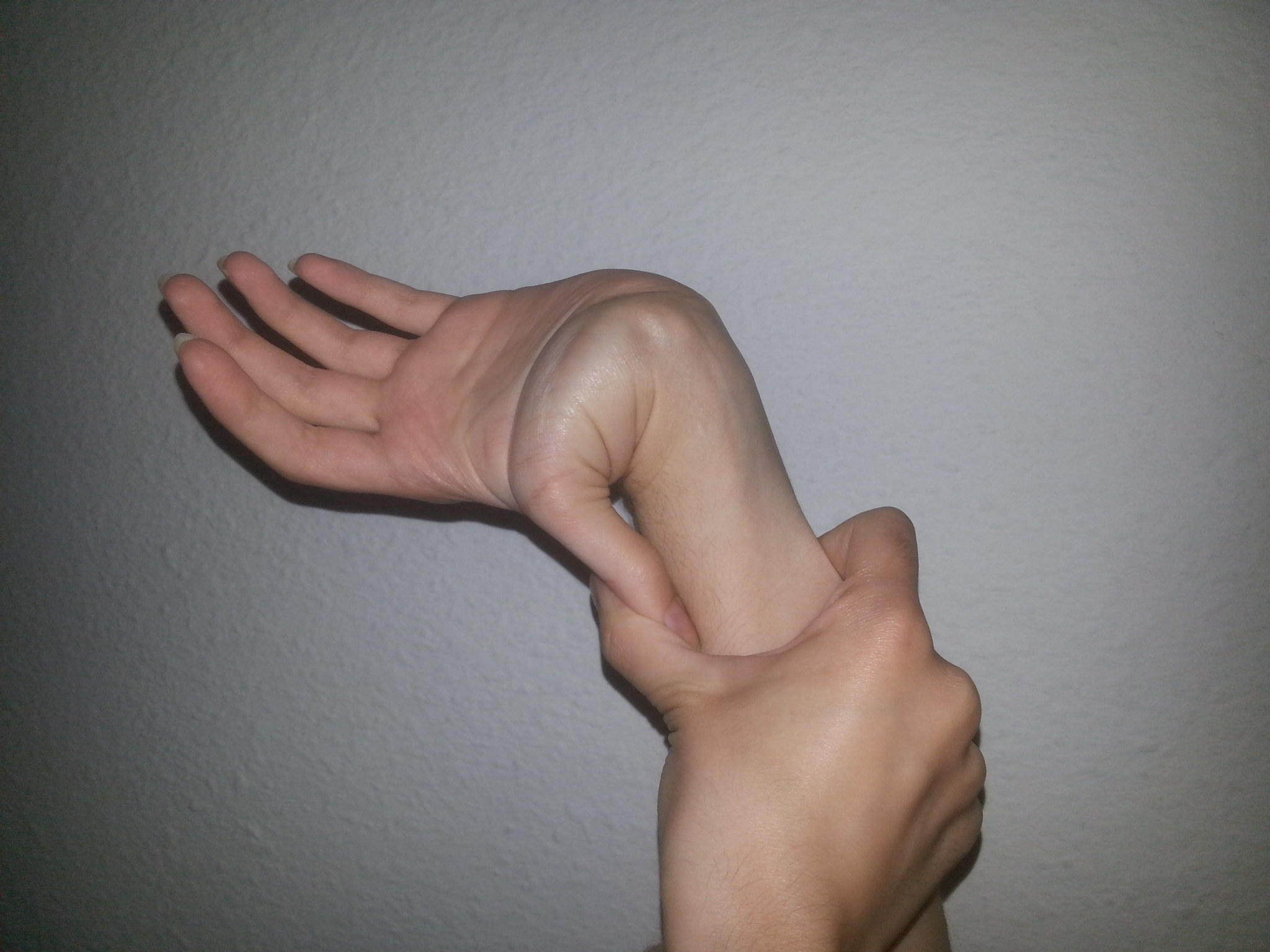
فرط الحركية لإبهام اليد.
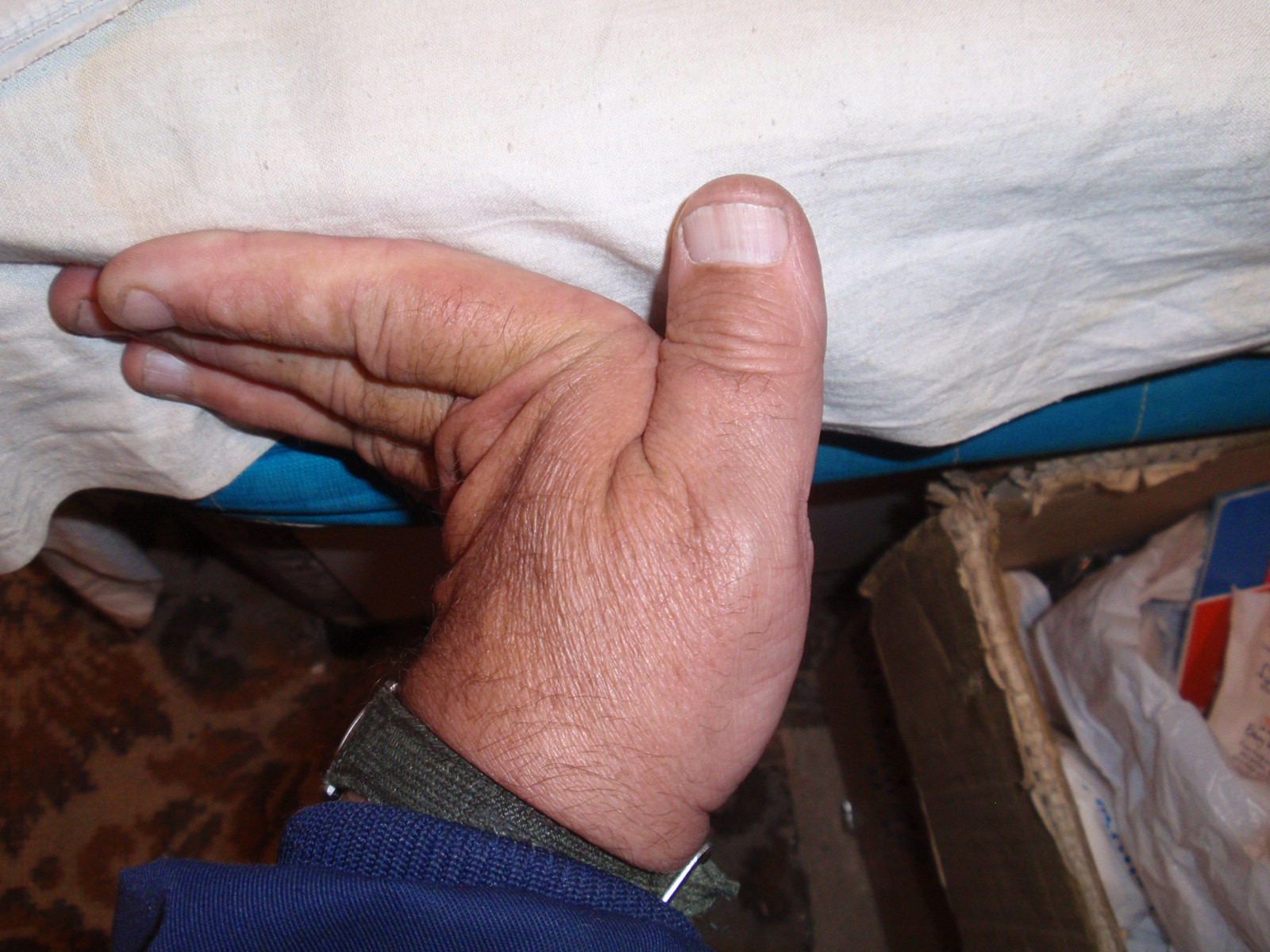
فرط الحركية في ثني المَفاصِلُ السِّنْعِيَّةُ السُّلامِيَّة للخلف.
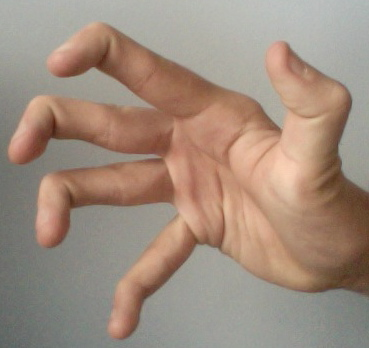
فرط الحركية للأصابع و لإبهام اليد.
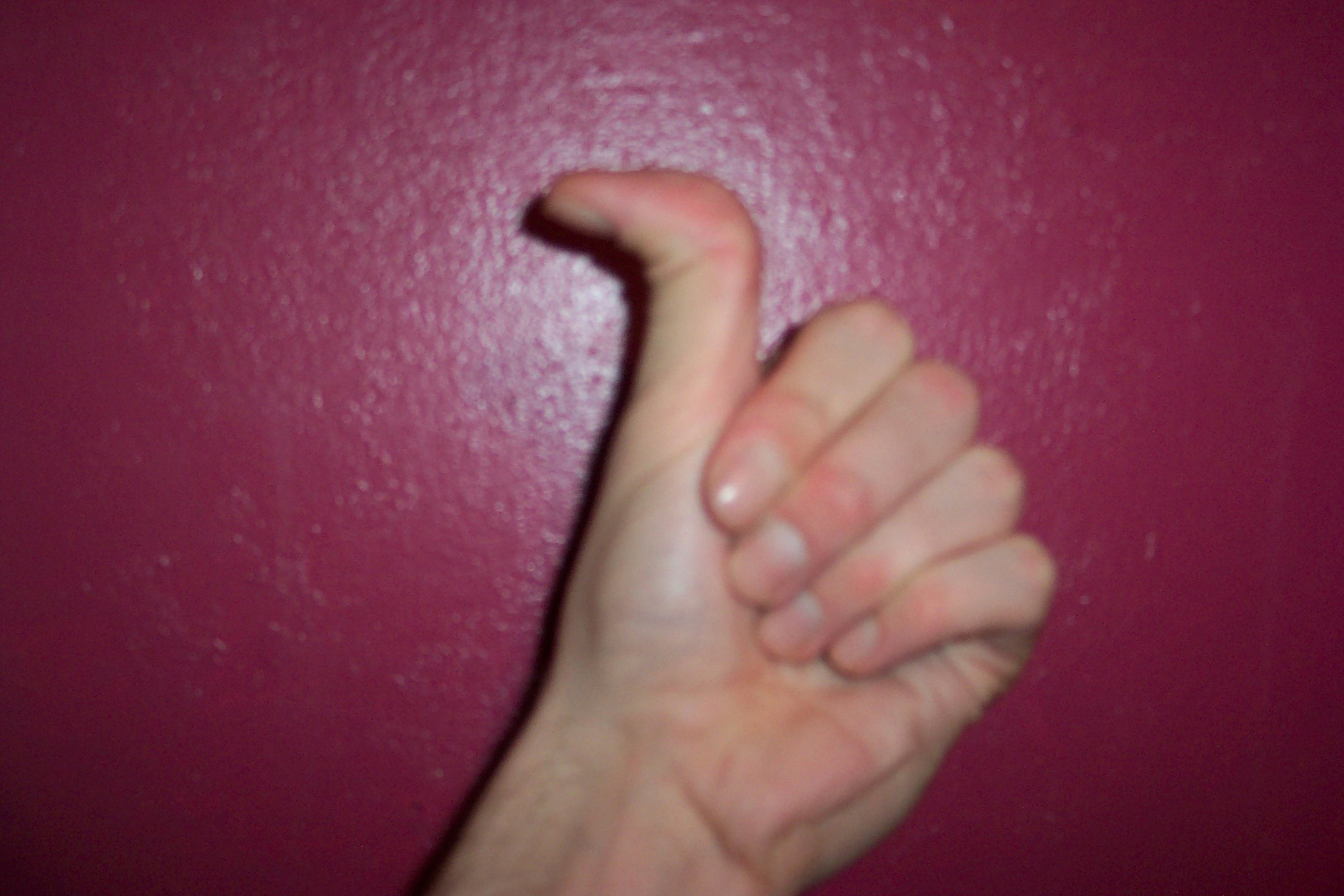
فرط الحركية في ثني إبهام اليد للخلف.
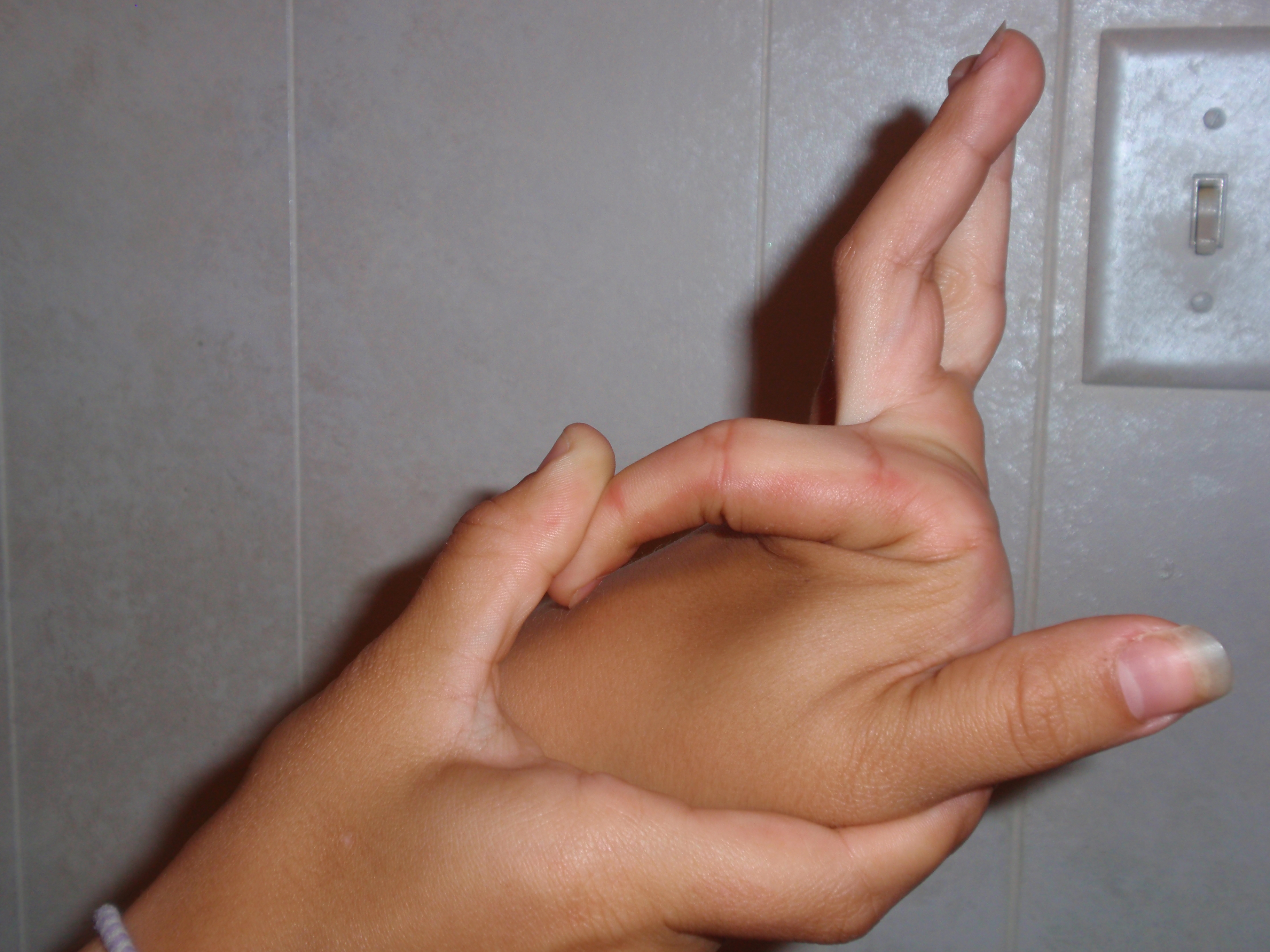
فرط الحركية في ثني اصبع السبابة للخلف.
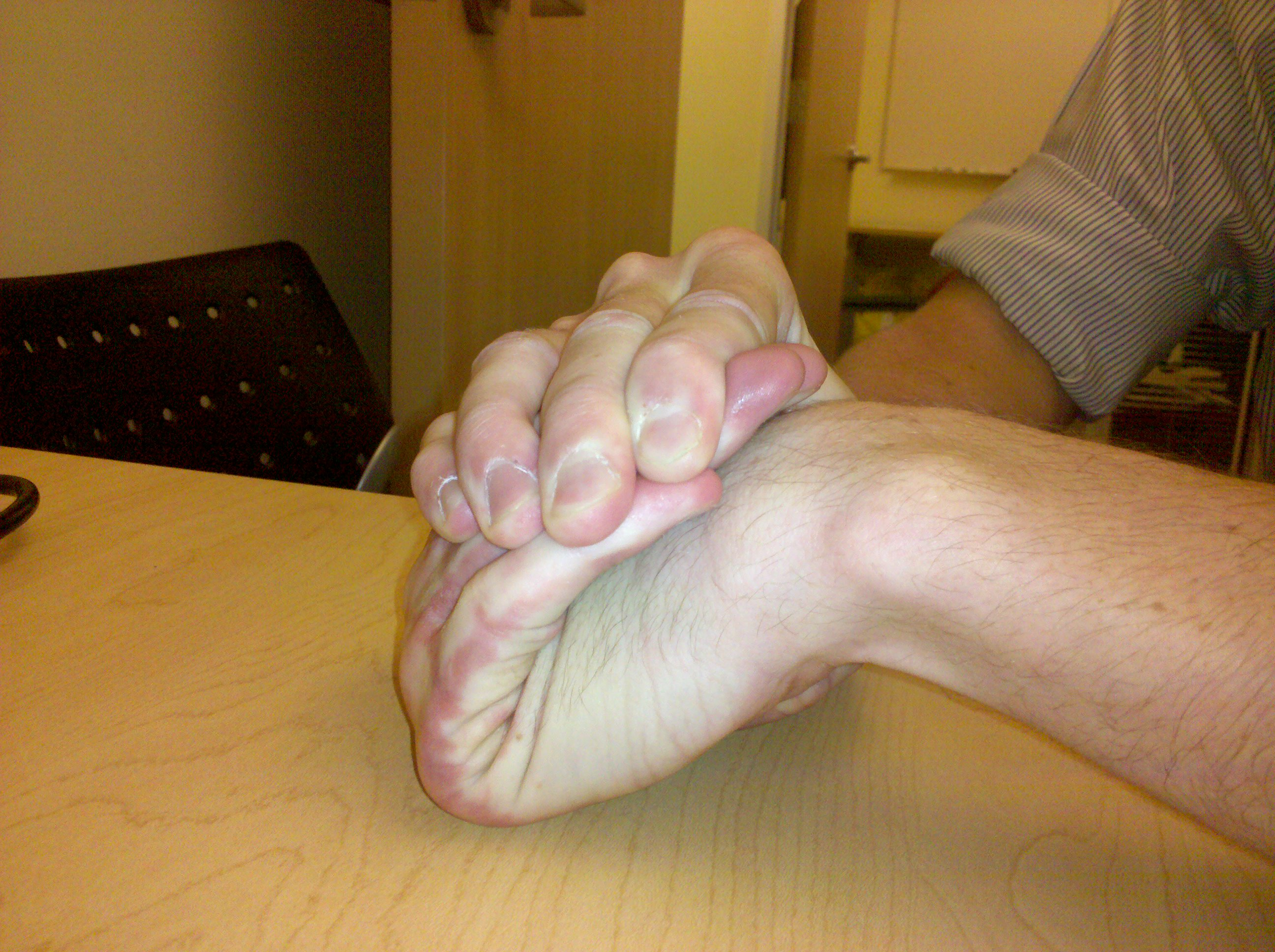
فرط الحركية في ثني الأصابع للخلف.
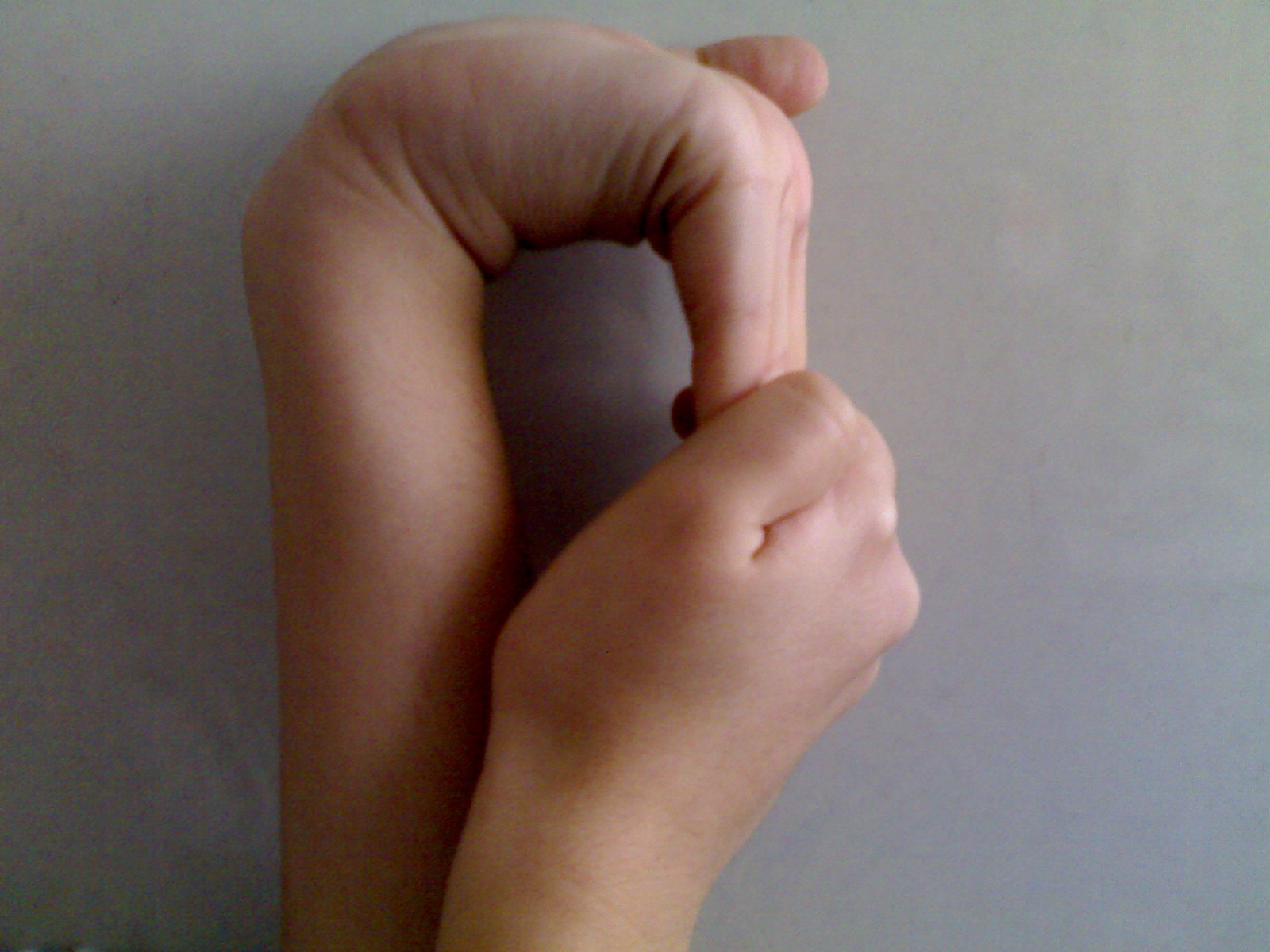
فرط الحركية في ثني المعصم و الأصابع للخلف.
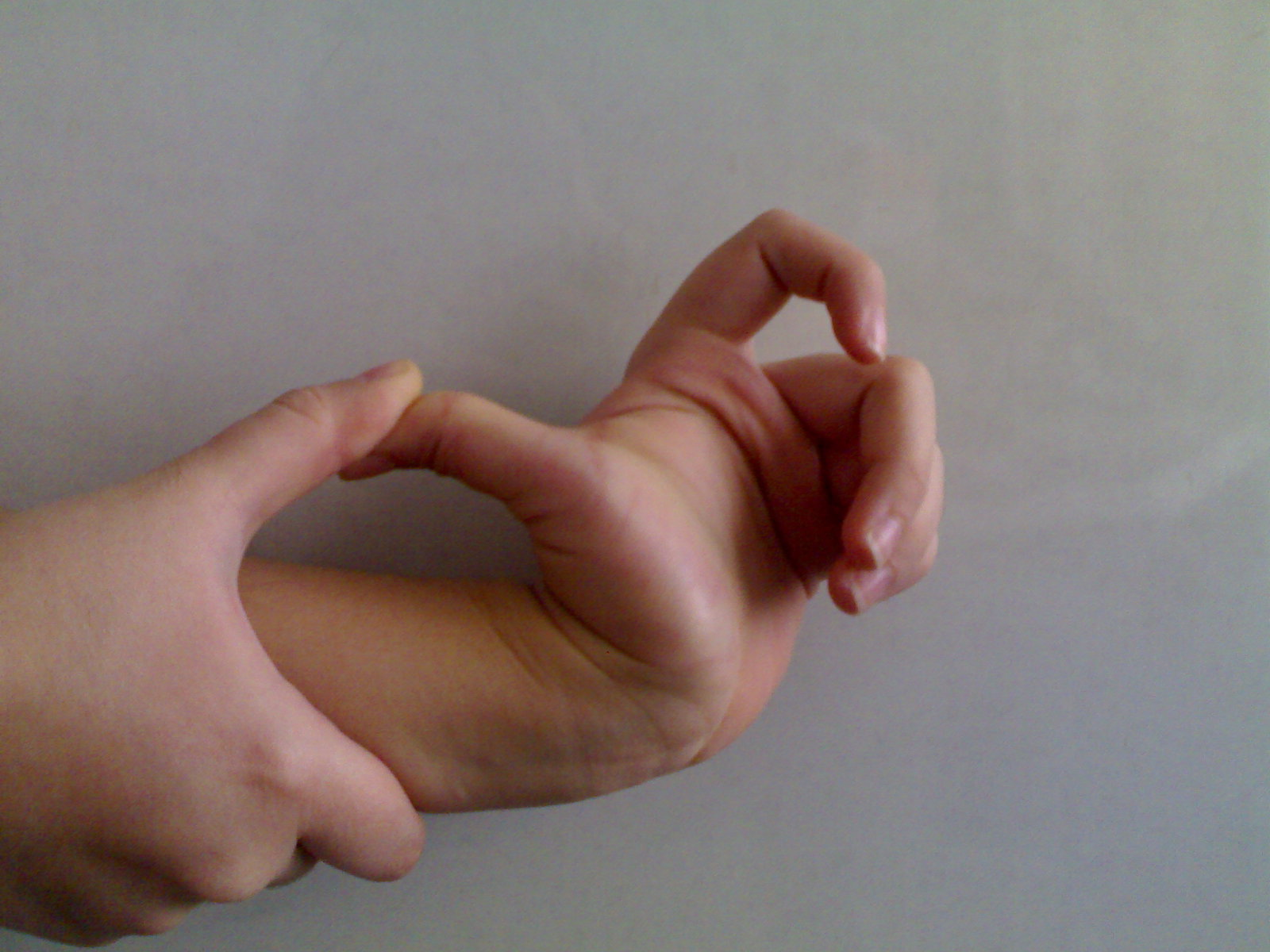
فرط الحركية في ثني الإبهام للخلف.
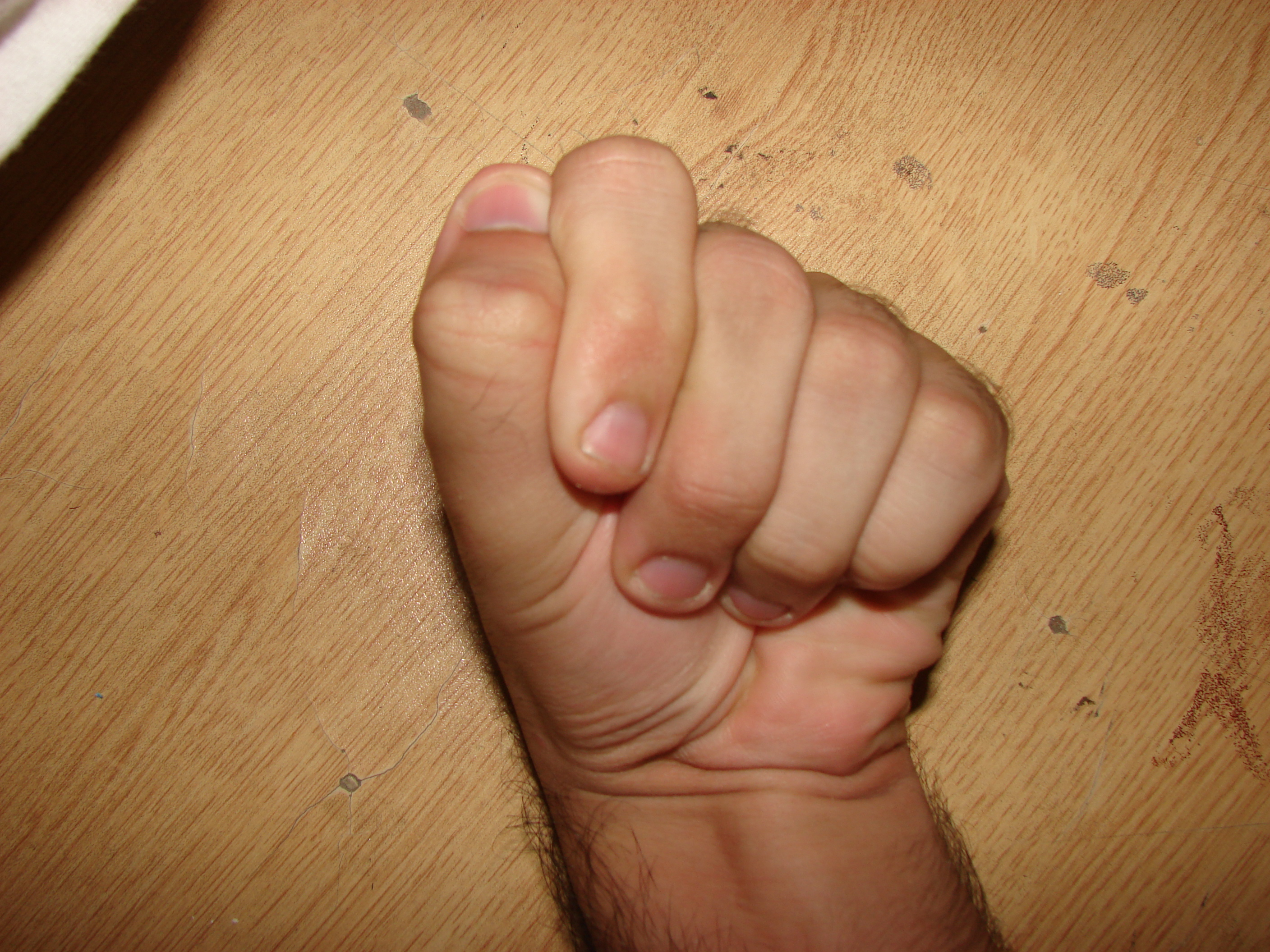
فرط الحركية في دوران مفصل الإبهام.

## الحركة العامة

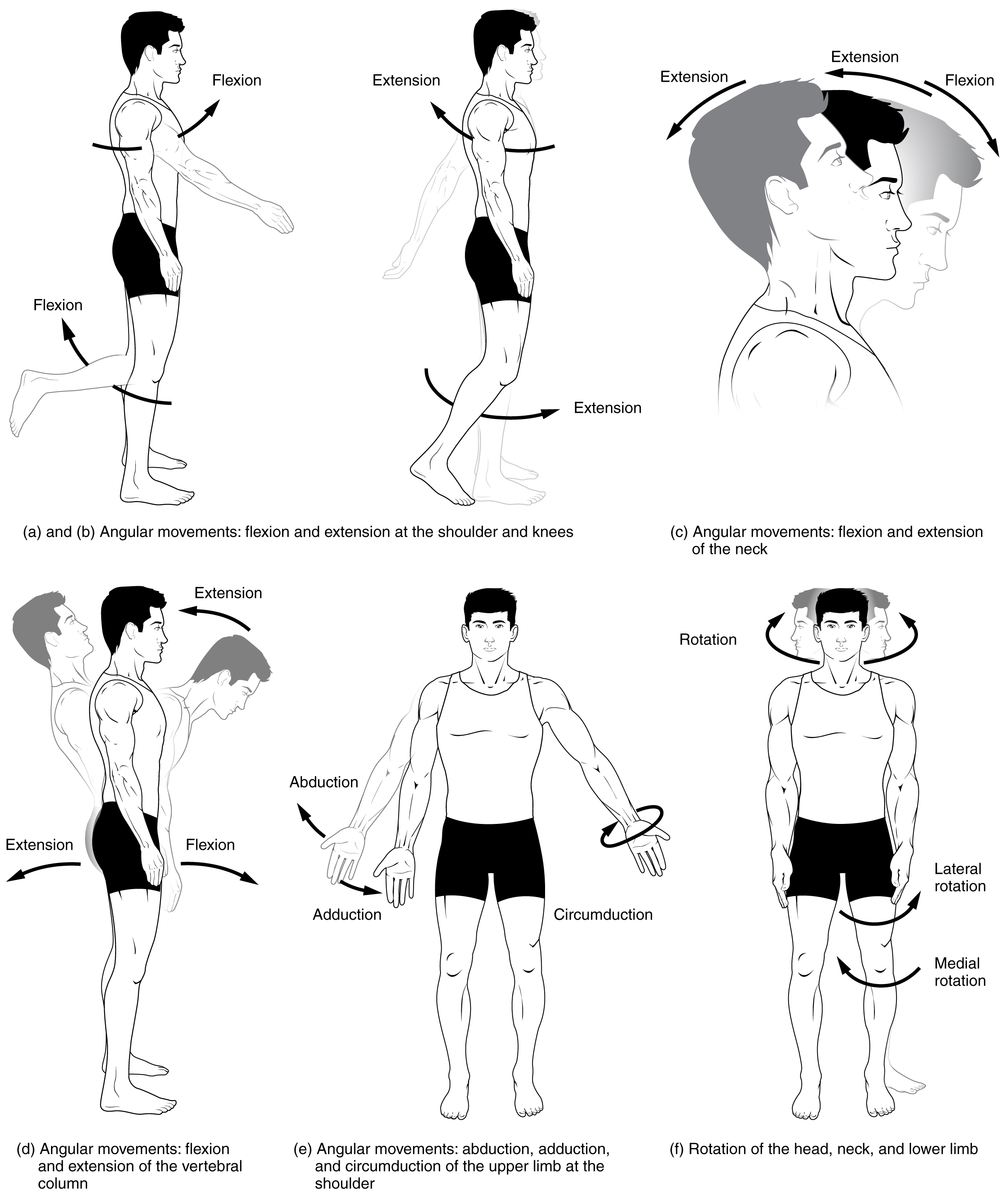
مجموعة من الحركات العامة.

هذه هي المصطلحات العامة التي يمكن استخدامها لوصف معظم حركات الجسم. معظم الحركات لها وضع عكسي، ولذا يتم التعامل معها من خلال مصطلحات ثنائية.

### الثني والبسط
الثني (بالإنجليزية: Flexion) والبسط (أو التمديد) (بالإنجليزية: Extension) وصف لحركات تؤثر على الزاوية الواقعة بين جزئين من أجزاء الجسم.
مصطلح الثني يصف حركة الانحناء التي تقلل من الزاوية بين جزء من الجسم وجزئه القريب. فمثلاً، ثني الكوع أو انقباض قبضة اليد مثالان على الانثناء، وكذلك عند جلوس القرفصاء تكون الركبتان مثنيتان. عندما يمكن لمفصل أن يتحرك إلى الأمام وإلى الخلف مثل العنق أو الجذع، فإن مصطلح الثني يُشير في هذه الحالة إلى الحركة في الإتجاه الأمامي. كذلك الانحناء من الكتف أو الورك يشير إلى حركة الذراع أو الساق إلى الأمام. عندما يكون الذقن على الصدر يكون الرأس في حال انثناء، وأيضاً يكون الجذع في حال انثناء عندما يميل الشخص إلى الأمام.

مصطلح البسط هو عكس مصطلح الانثناء، وهو يصف حركة «استقامة» تزيد الزاوية بين أجزاء الجسم. عندما يمكن لمفصل أن يتحرك إلى الأمام وإلى الخلف مثل العنق أو الجذع، فإن مصطلح البسط يُشير في هذه الحالة إلى الحركة في الإتجاه الخلفي. على سبيل المثال، عند الوقوف تمتد الركبتان وتكونان في حالة البسط. بسط الورك يجعل الساق تتحرك إلى الخلف، وكذلك بسط الكتف يجعل الذراع تتحرك إلى الخلف. عندما يكون الذقن عالياً بعيداً عن الصدر يكون الرأس في حال بسط، وأيضاً يكون الجذع في حال بسط عندما ينتصب الشخص واقفاً إلى الأعلى.

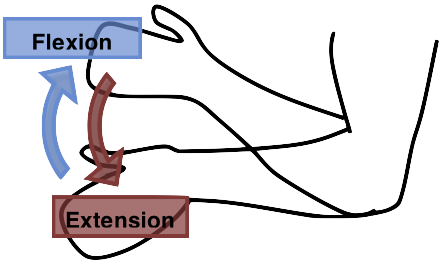
رسم يبين ثني وبسط الذراع.
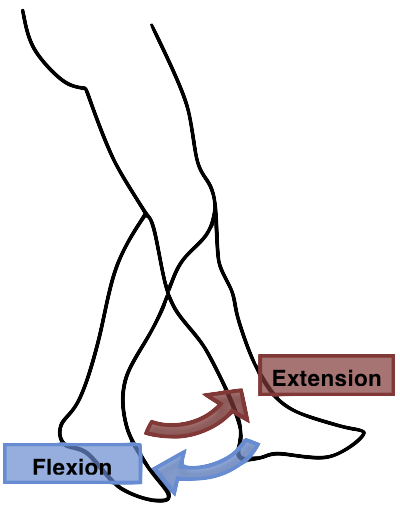
رسم يبين ثني وبسط الساق.
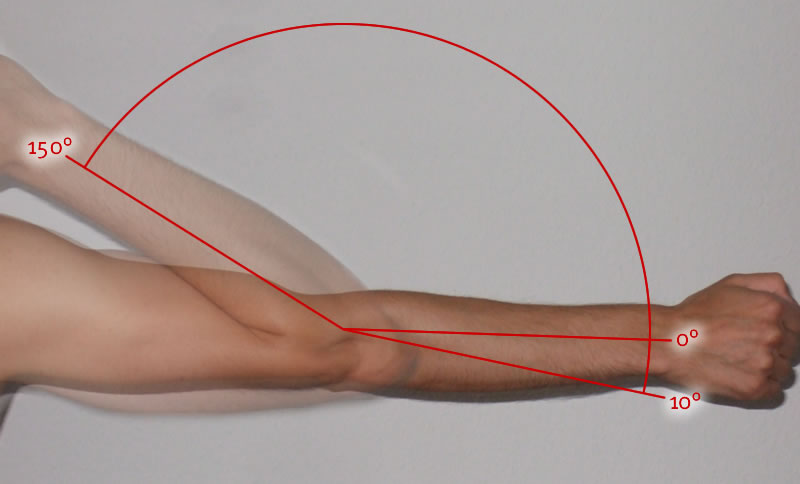
الثني والبسط عند مفصل المرفق.

### التبعيد والتقريب
التبعيد (بالإنجليزية: Abduction) والتقريب (بالإنجليزية: Adduction) مصطلحان يشيران إلى التحرك بعيدا عن وسط الجسم أو نحوه، على الترتيب. ويعرف وسط الجسم بالمستوى السهمي النصفي (midsagittal plane).
يشير التبعيد إلى الحركة التي تشد هيكلاً أو جزءاً من الجسم بعيدا عن خط الوسط من الجسم. في حال أصابع اليدين والقدمين فإن ذلك المصطلح يشير إلى نشر الأصابع متفرقة بعيدا عن خط منتصف اليد أو القدم. تبعيد الرسغ يُسمى أيضا انحرافاً كعبرياً (بالإنجليزية: radial deviation). رفع الذراعين لأعلى كحَال المشي على حبل مشدود، يُسمى تبعيداً في الكتف. وعند فتح الساقين من الورك، مثل القيام بقفزة النجمة أو القيام بحركة انفراج الساقين، فهذا تبعيدٌ في الورك.

يشير التقريب إلى الحركة التي تشد هيكلاً أو جزءاً من الجسم باتجاه خط الوسط من الجسم، أو نحو خط الوسط لأحد الأطراف. في حال أصابع اليدين والقدمين فإنه يشير إلى ضمّ الأصابع معا نحو محور اليد أو القدم. تقريب الرسغ يُسمى أيضا انحرافاً زندياً (ulnar deviation). إسقاط الذراعين إلى الجانبين أو لصق الركبتين معا، أمثلة على تقريب الوركين.

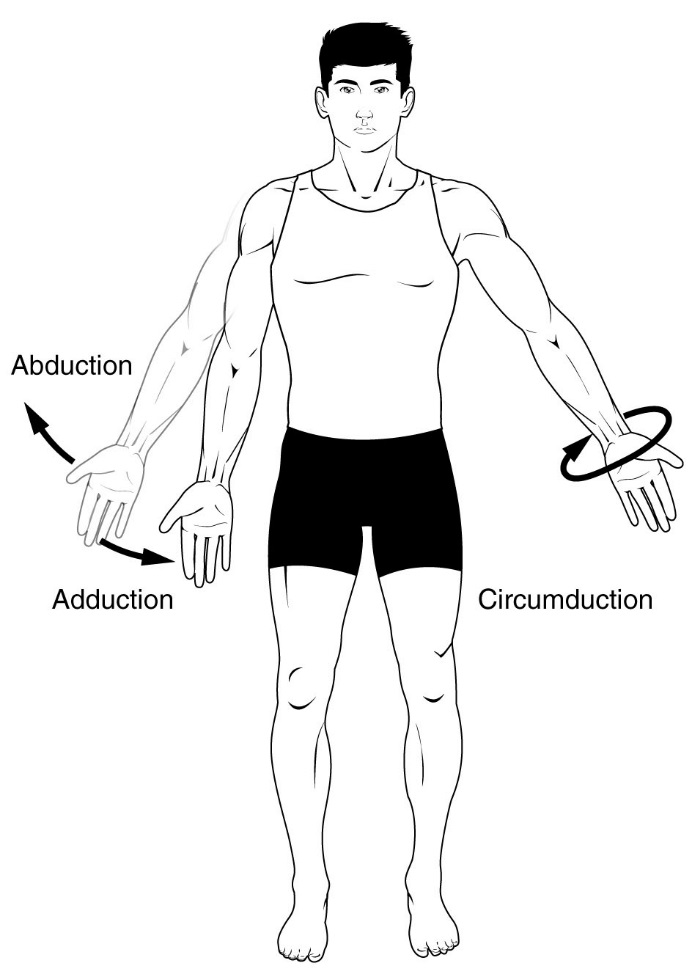
تبعيد وتقريب الذراع الأيمن.
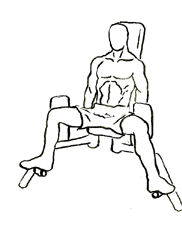
تبعيد الفخذين.
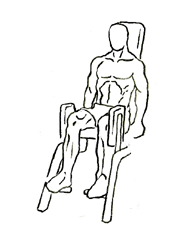
تقريب الفخذين.
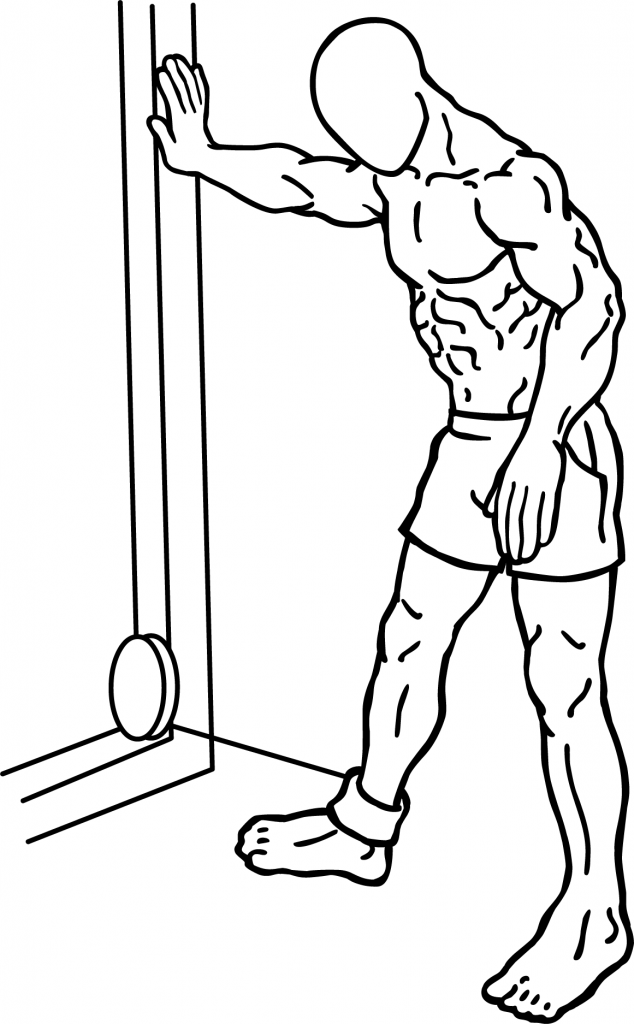
تبعيد الوركين.
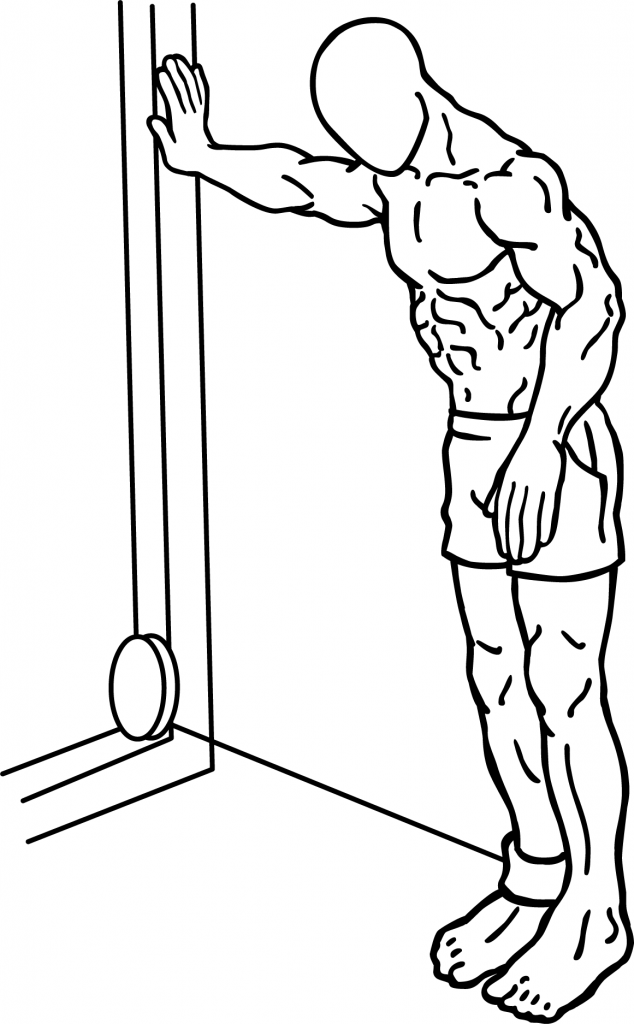
تقريب الوركين.
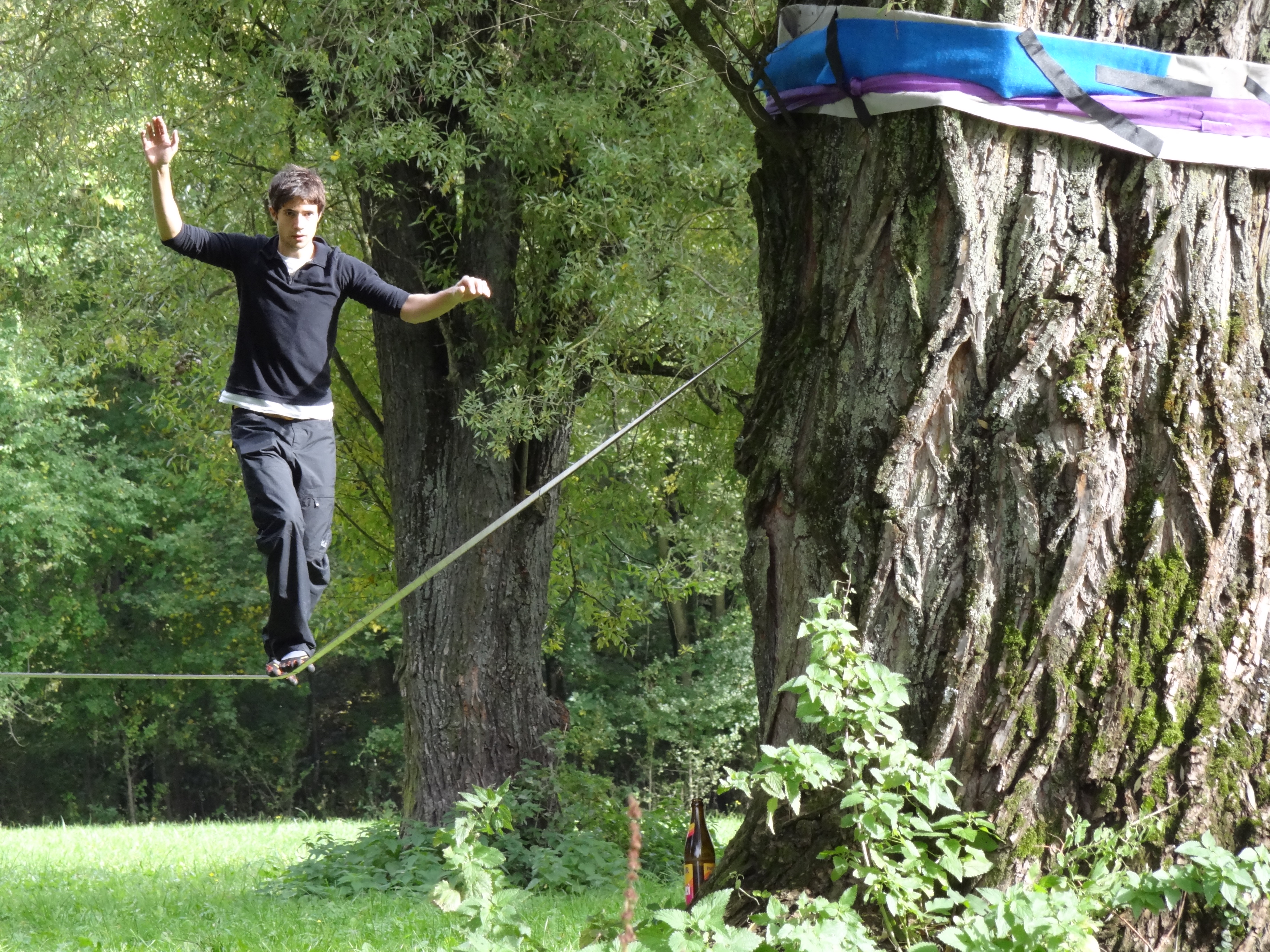
تبعيد الكتف. يكون الذراع مرفوعاً لأعلى.
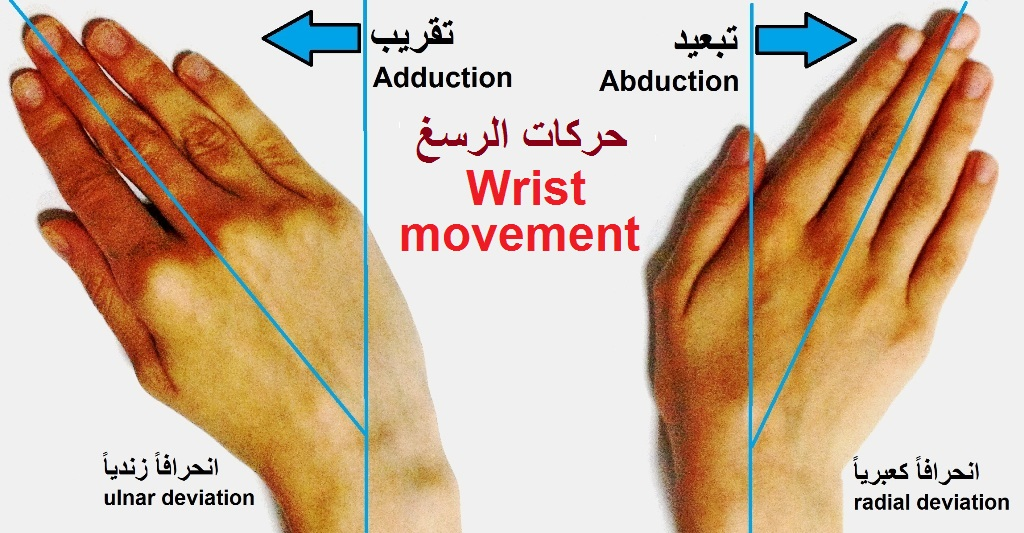
تبعيد الرسغ أو الإنحراف الكعبري (radial deviation)، و تقريب الرسغ أو الإنحراف الزندي (ulnar deviation).
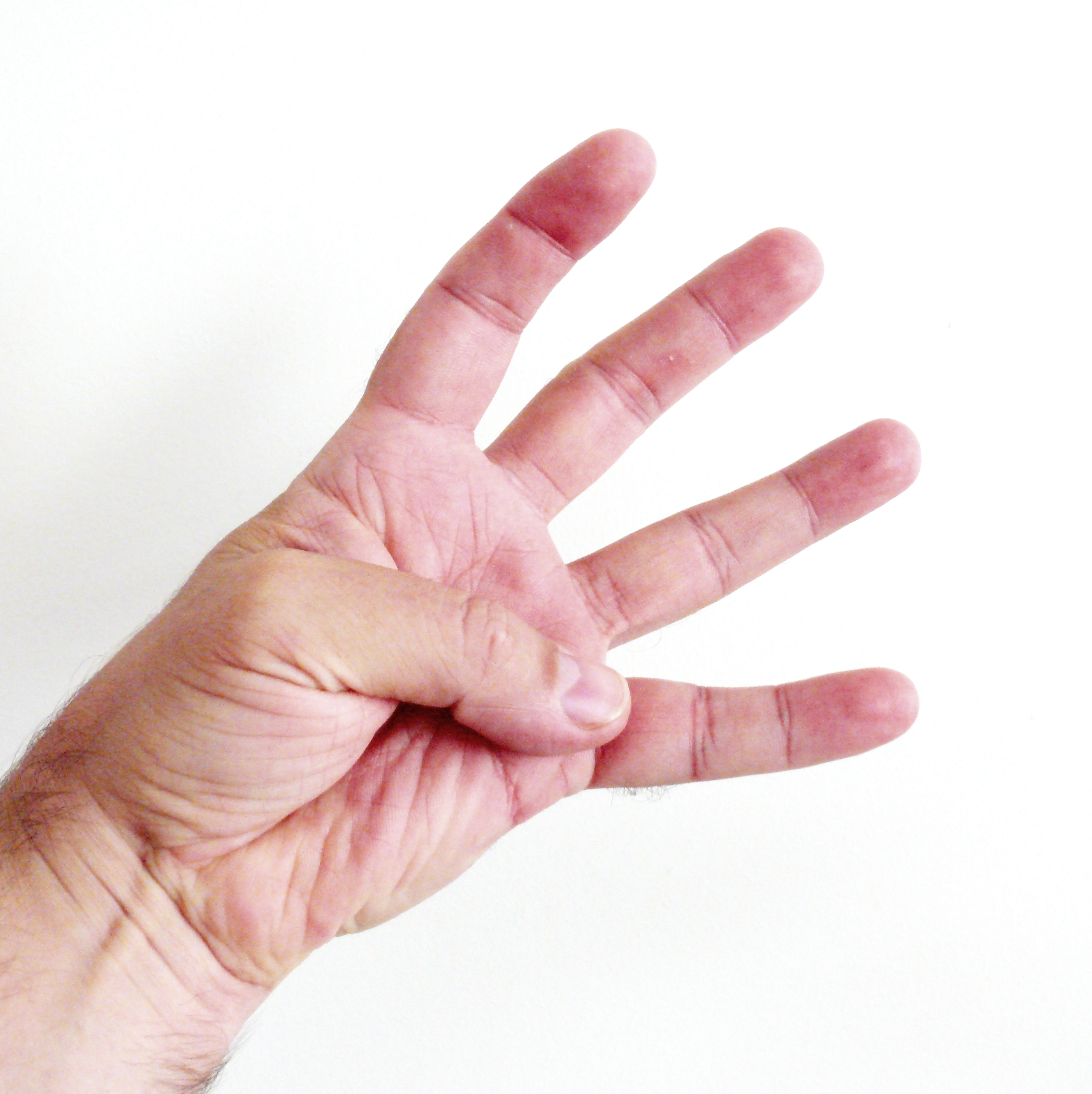
تبعيد الأصابع.
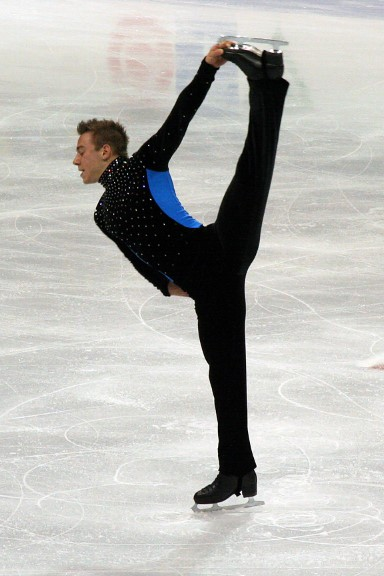
الإنفراج واقفاً (standing split) هو تبعيد للساقين من عند الورك.
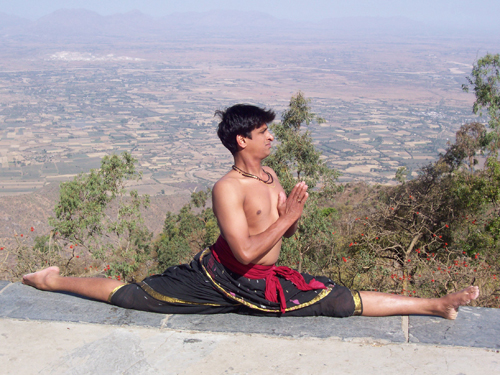
وضع الإنفراج الأمامي في اليوجا (front split) مثال على تبعيد الساقين إلى الأمام وإلى الخلف من عند الورك.
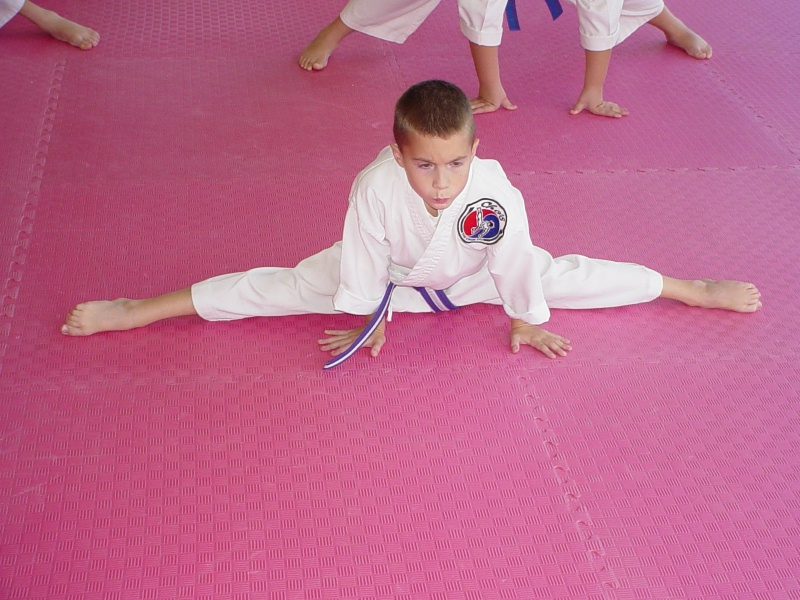
وضع الإنفراج الجانبي (side split) في لعبة الكاراتيه مثال على التبعيد الجانبي من عند الورك.

### الرفع والخفض
الرفع (بالإنجليزية: Elevation) والخفض (بالإنجليزية: Depression) مصطلحان يشيران إلى حركة أعلى وأسفل الخط الأفقي.
يشير الرفع إلى حركة في اتجاه لأعلى. على سبيل المثال، هز الكتفين هو مثال على ارتفاع لوح الكتف.
يشير الخفض إلى حركة في اتجاه الأسفل، على العكس من الرفع.

### الدوران
دوران (بالإنجليزية: Rotation) أجزاء الجسم يكون في الإتجاه الداخلي أوالخارجي، في إشارة إلى الدوران نحو مركز الجسم أو بعيدا عنه، على الترتيب.
دوران داخلي (بالإنجليزية: Internal rotation) أو دوران إنسي أو وسطي (بالإنجليزية: medial rotation) يشير إلى الدوران نحو محور الجسم الرأسي.
دوران خارجي (بالإنجليزية: External rotation) أو دوران وحشي أو جانبي (بالإنجليزية: lateral rotation) يشير إلى الدوران بعيدا عن وسط الجسم.

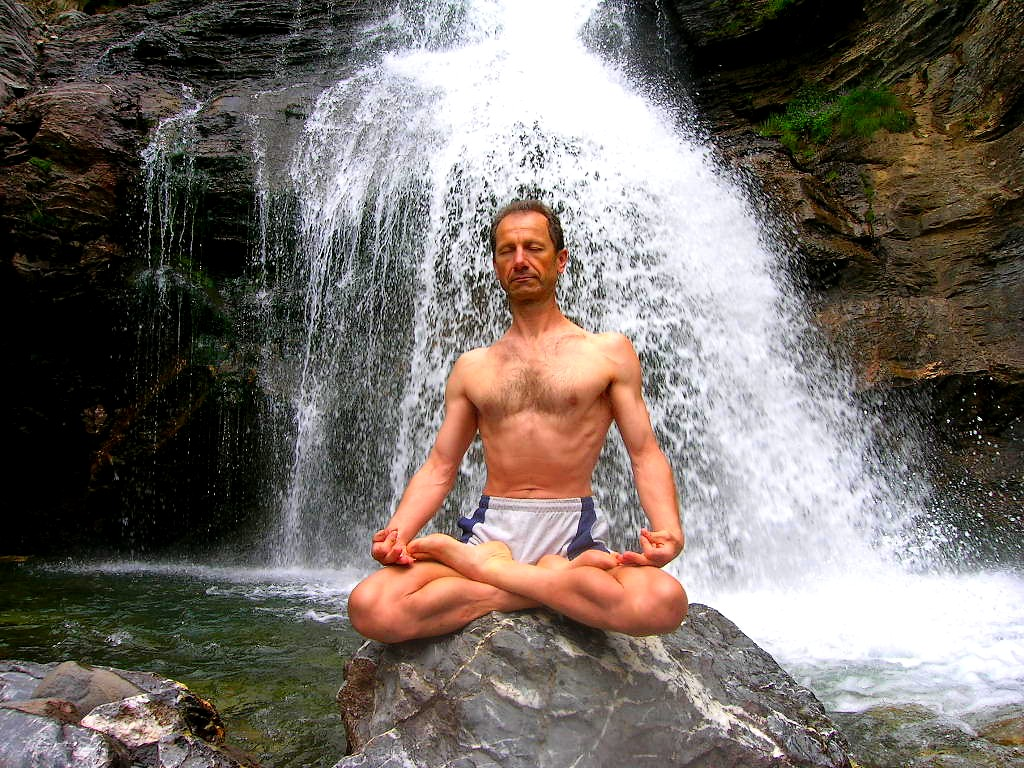
جِلْسَة اللوتس في اليوجا، مثال على الدوران الخارجي للفخذ عند مَفْصِلُ الوَرِك.
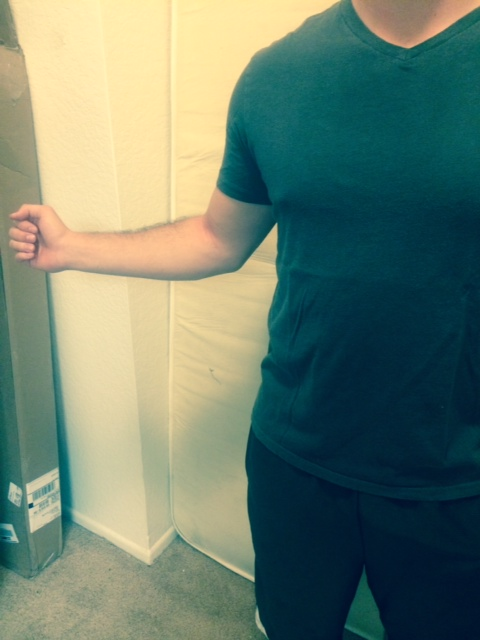
دوران خارجي.
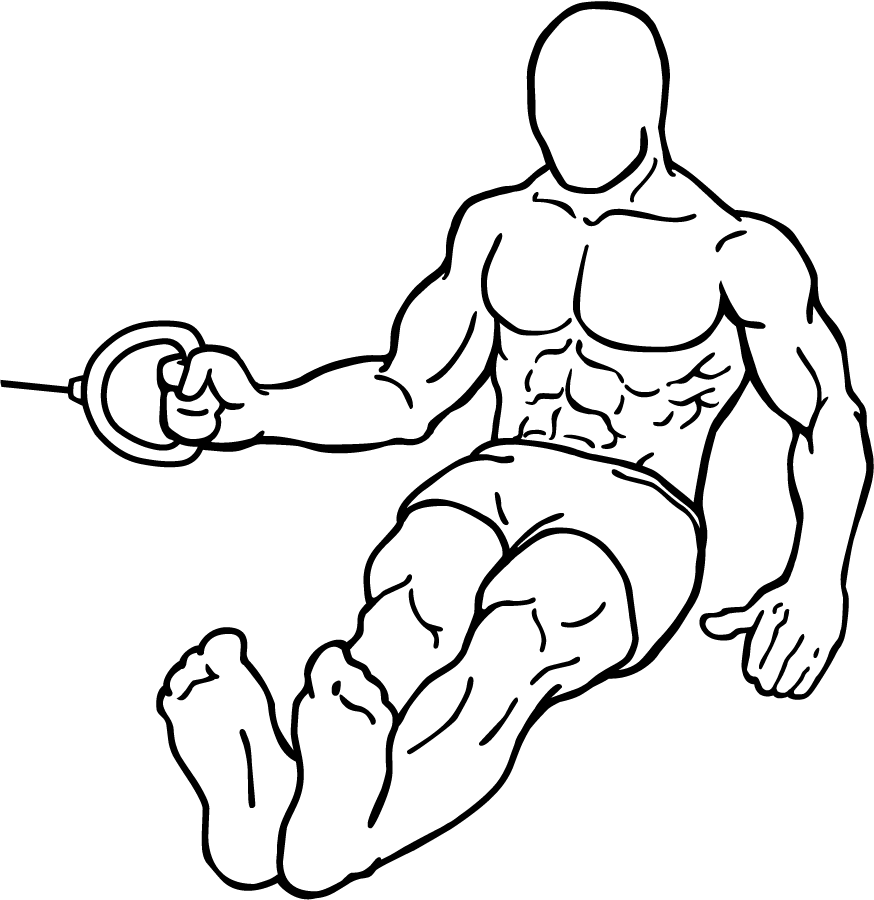
تدوير الذراع (العضد) بعيدا عن الجسم في التمرين الموضح بالرسم ، مثال على الدوران الخارجي.
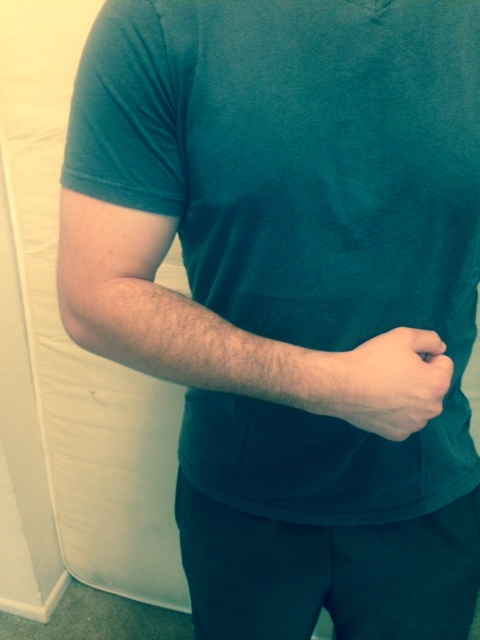
دوران داخلي.
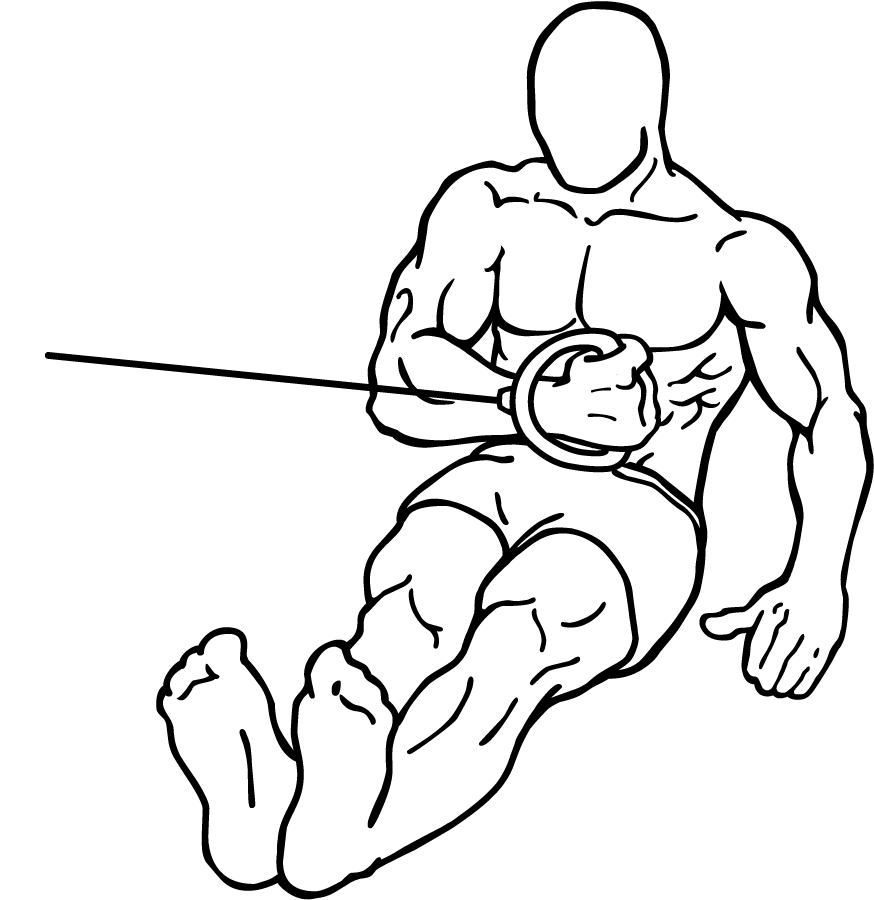
تدوير الذراع (العضد) قريباً إلى داخل الجسم في التمرين الموضح بالرسم ، مثال على الدوران الداخلي.
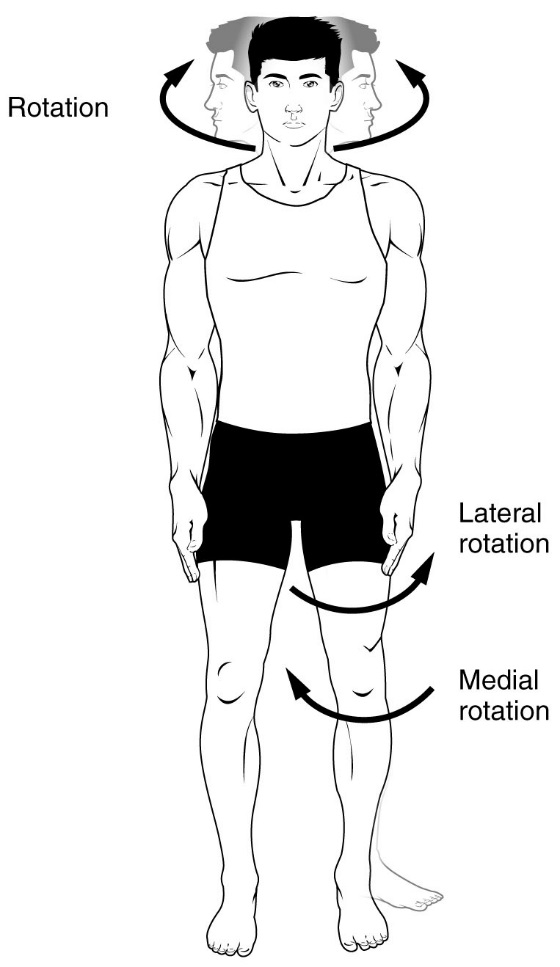
الدوران.

### أخرى
- تدفق تَقَدّمِيّ (بالإنجليزية: Anterograde) وتدفق رُجُوعِيّ (بالإنجليزية: Retrograde) ، مصطلحان يشيران إلى حركة الدم أو السوائل الأخرى في الجسم في الإتجاه الطبيعي (تقدمي) أو غير الطبيعي (الرجعي).
- مصطلح دَيرورَةُ أو دَيرورَةُ الطَّرَف (بالإنجليزية: Circumduction) يشير إلى حركة مخروطية الشكل لجزء من الجسم، مثل المفصل الكروي (بالإنجليزية: ball-and-socket joint) أو العين. الديرورة هي مزيج من الثني والبسط، والتبعيد والتقريب. أفضل أداء للديرورة يكون في المفاصل الكروية مثل الورك والكتف، ولكن يمكن أيضا أن يقوم بها أجزاء أخرى من الجسم مثل الأصابع واليدين والقدمين والرأس. أمثلة على الديرورة: عندما التِفاف الذراع عند تنفيذ الخدمة (serve) في لعبة كرة المضرب (التنس) أو رمي الكرة في لعبة الكريكيت.
- مصطلح الإرجاع (بالإنجليزية: Reduction) يشير إلى حركة إرجاع العظام إلى وضعها الأصلي، مثل إرجاع الكتف بعد وجود خلع في الكتف، أو إرجاع الفتق.

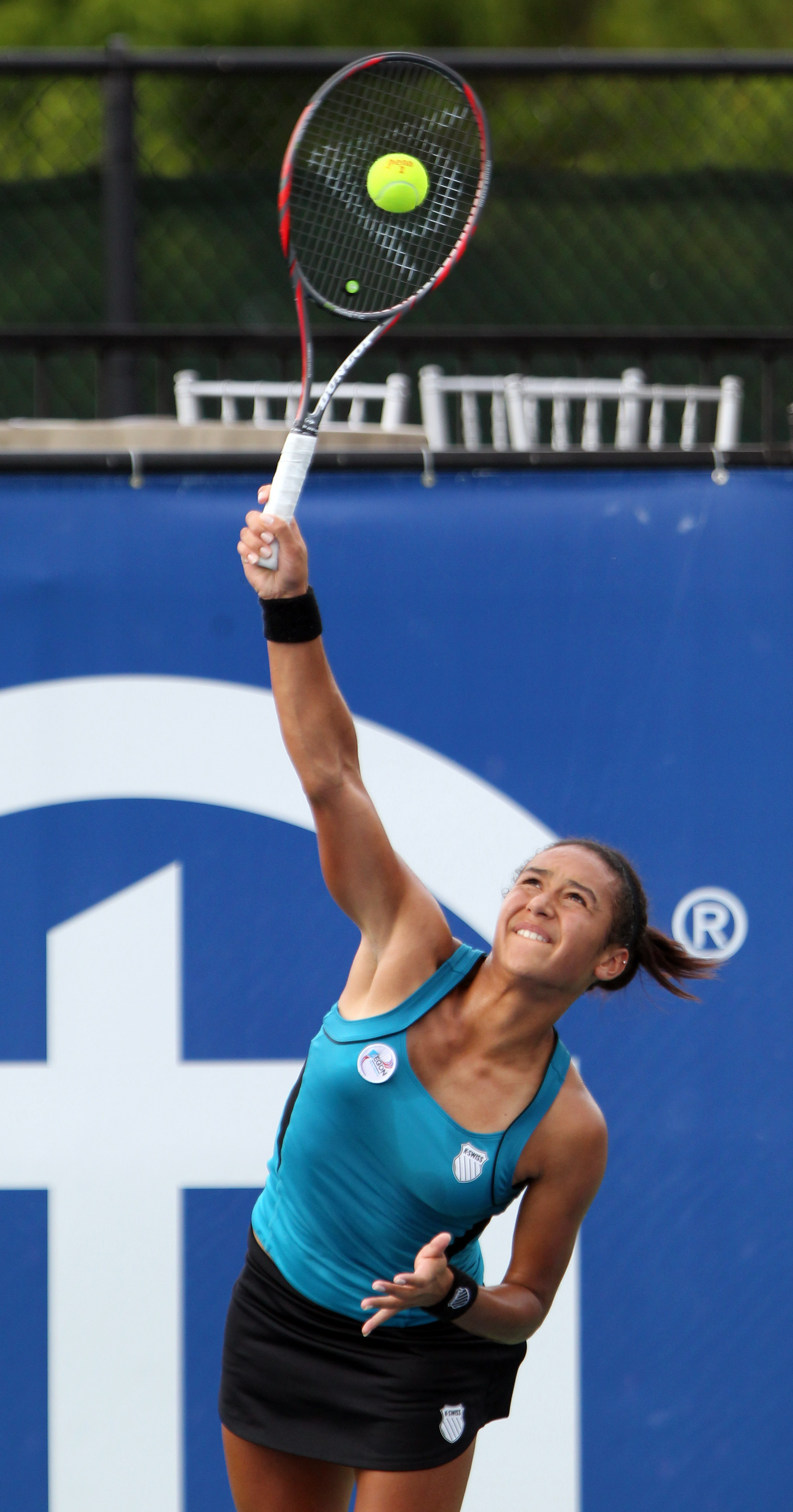
عملية التأرجح خلال إطلاق كرة التنس (tennis serve) هى مثال على الديرورة (circumduction) ، أى القدرة على الدوران.
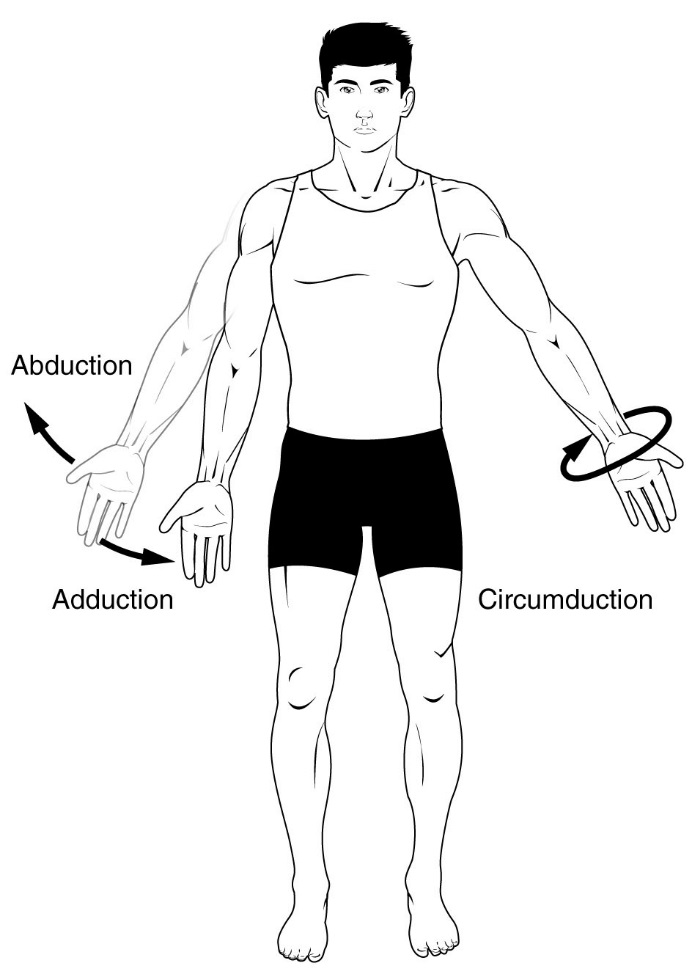
مثال على الديرورة باليد اليسرى ، بينما تقوم اليد اليمنى بالتبعيد والتقريب.
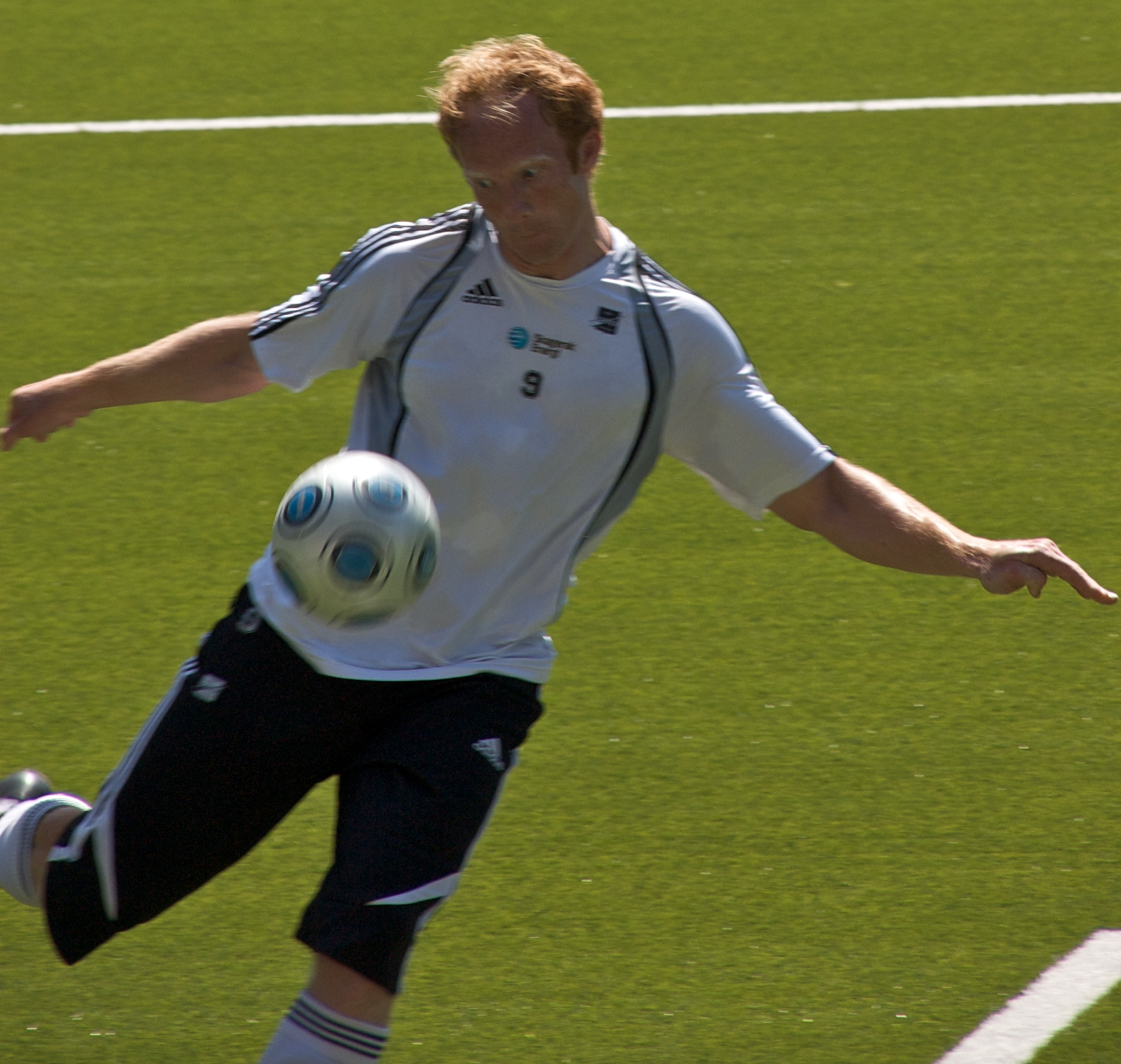
مثال على الديرورة في مفصل الورك.

## الحركة الخاصة

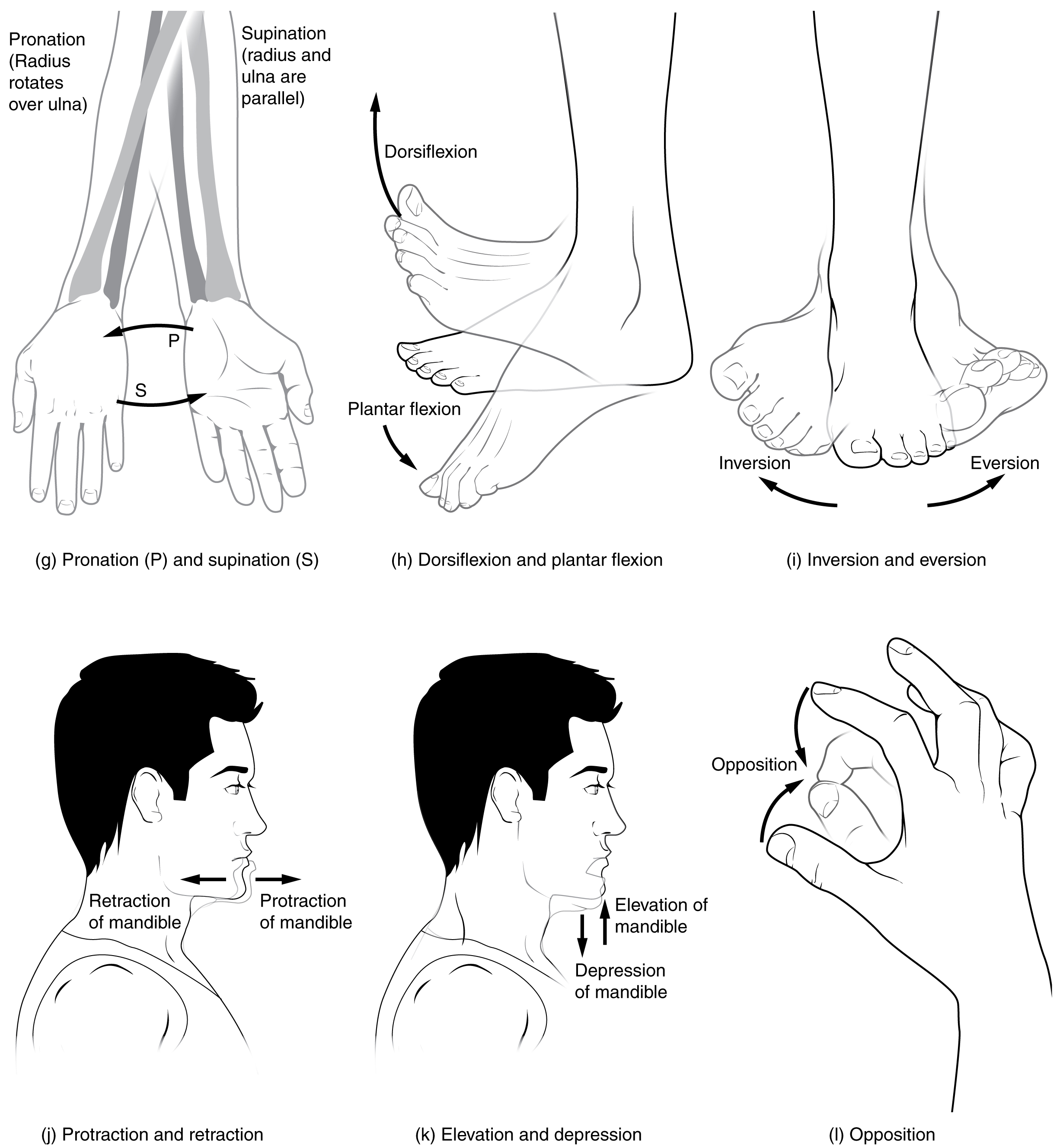
مجموعة من الحركات الخاصة.

### الحركات الخاصة للأيدي والأقدام

#### ثني وبسط القدم
الثني الأَخْمَصِيّ (بالإنجليزية: Plantar flexion) والثني الظهراني (بالإنجليزية: Dorsi flexion) يشيران إلى حركة ثني (Plantar flexion) وبسط (dorsi flexion) للقدم عند مفصل القدم (الكاحل). هذان المصطلحان يشيران إلى الانثناء الحادث بين القدم والسطح الظهري للجسم (dorsal) أي الجزء الأمامي للساق. هذان المصطلحان «أخمصي وظهراني» يُستخدمان لتفادي اختلاط الأمر بدلاً من مصطلحيّ «ثني وبسط»، إذ أن مصطلح «بسط» يفيد تقنيا تمديد المفصل ولكنه في القدم يكون انثناء في اتجاه ظهر القدم، مما يمكن أن يعتبر أمراً مربكاً غير بديهيّ لأن هذه الحركة تقلل الزاوية بين القدم والساق.
في الثني الظهراني تقترب أصابع الفدم من قصبة الساق مما يقلل الزاوية بين ظهر القدم والساق. على سبيل المثال، عند المشي على الأعقاب، يوصف الكاحل بأنه في حالة انثناء ظهراني.
الثني الأَخْمَصِيّ هو الحركة التي تقلل من الزاوية بين باطن القدم والجزء الخلفي من الساق. على سبيل المثال، عندما القيام بحركة كبس الأقدام على دواسة السيارة أو الوقوف على أطراف الأصابع يمكن وصف الكاحل بأنه في حالة ثني أخمصي.

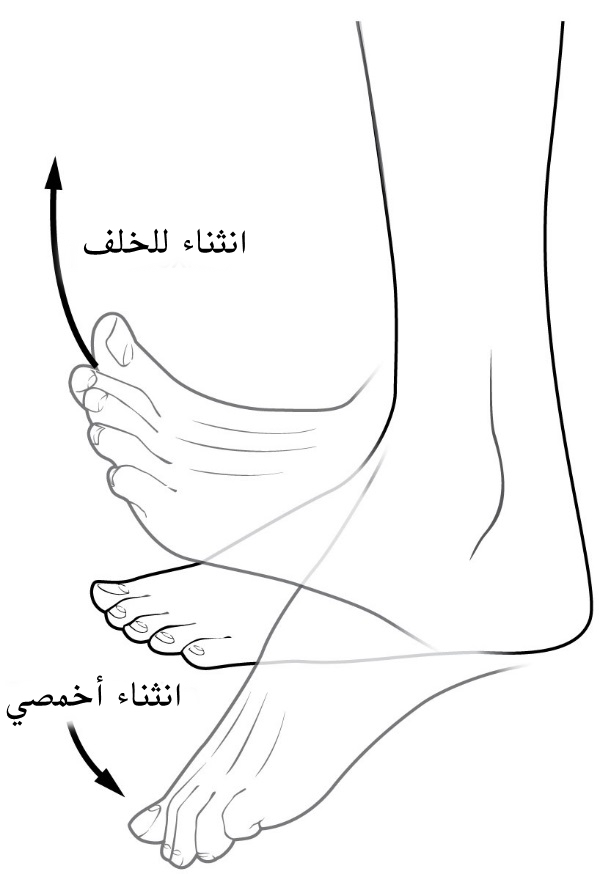
- السهم الذي يشير لأعلى يُبين اتجاه حركة قدم في حالة انثناء ظهراني (أو ثني خلفي) (dorsiflexion).
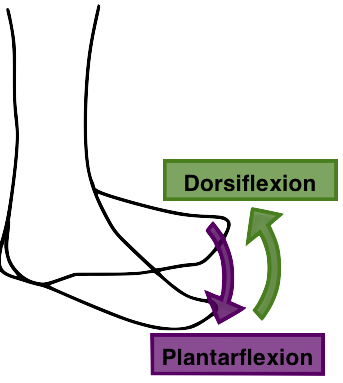
السهم الذي يشير لأسفل يُبين اتجاه حركة قدم في حالة ثني اخمصي (plantar flexion).
- انثناء ظهراني (أو ثني خلفي) (dorsiflexion).
- ثني اخمصي (plantar flexion).
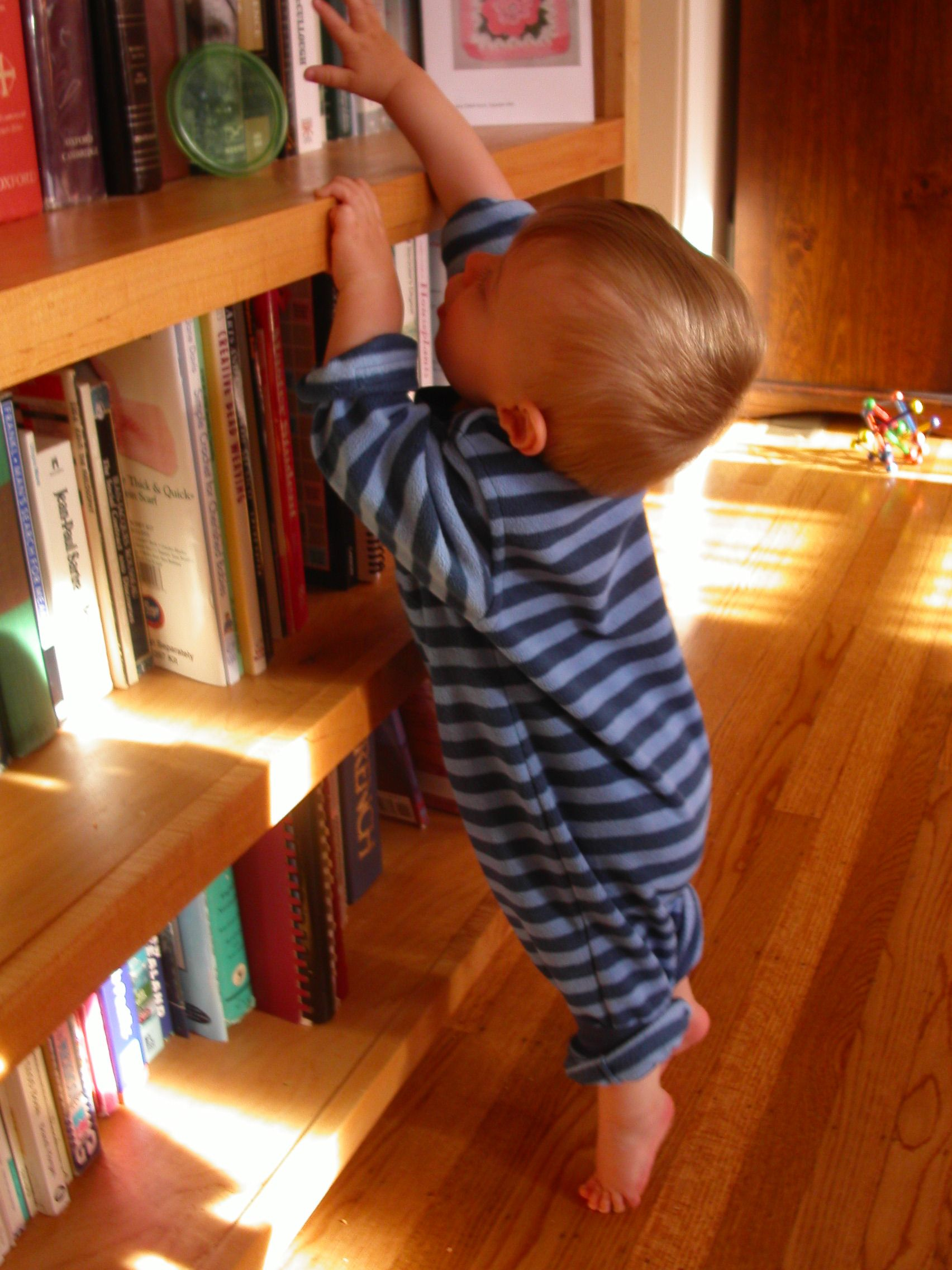
قدم الطفل في حالة ثني اخمصي.
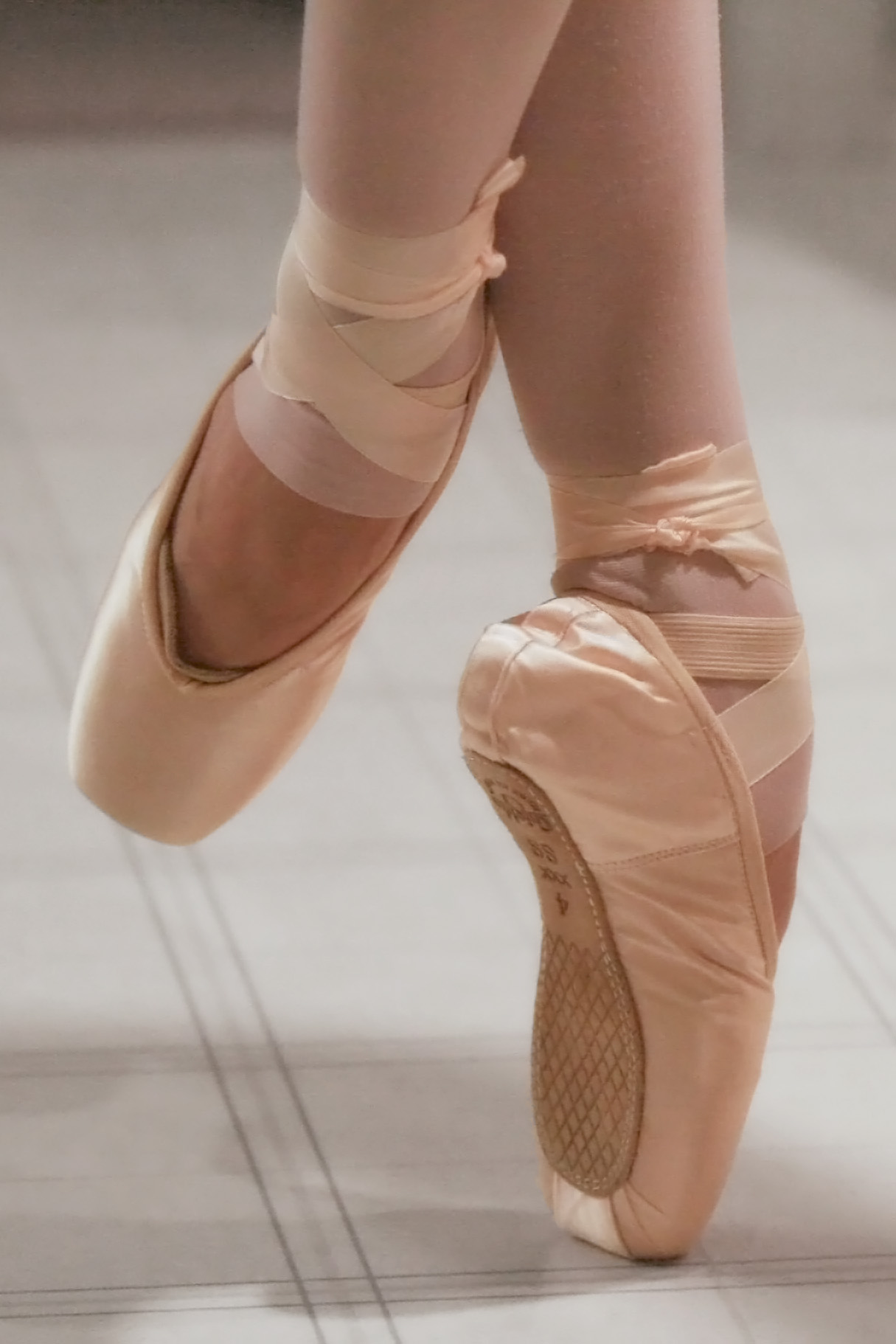
حركة رقص البالية المبينة في الصورة مثال على ثني اخمصي.
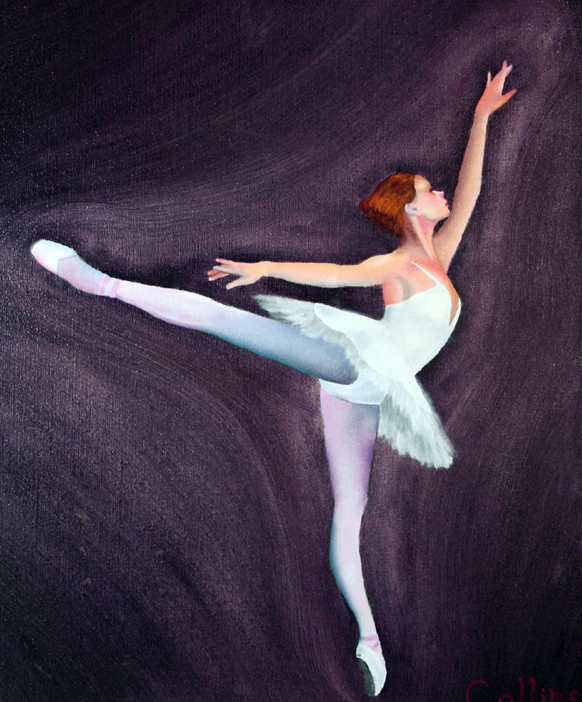
الحركة التي تقدمها راقصة الباليه في الصورة ، مثال على ثني اخمصي للقدم اليسرى (plantar flexion).
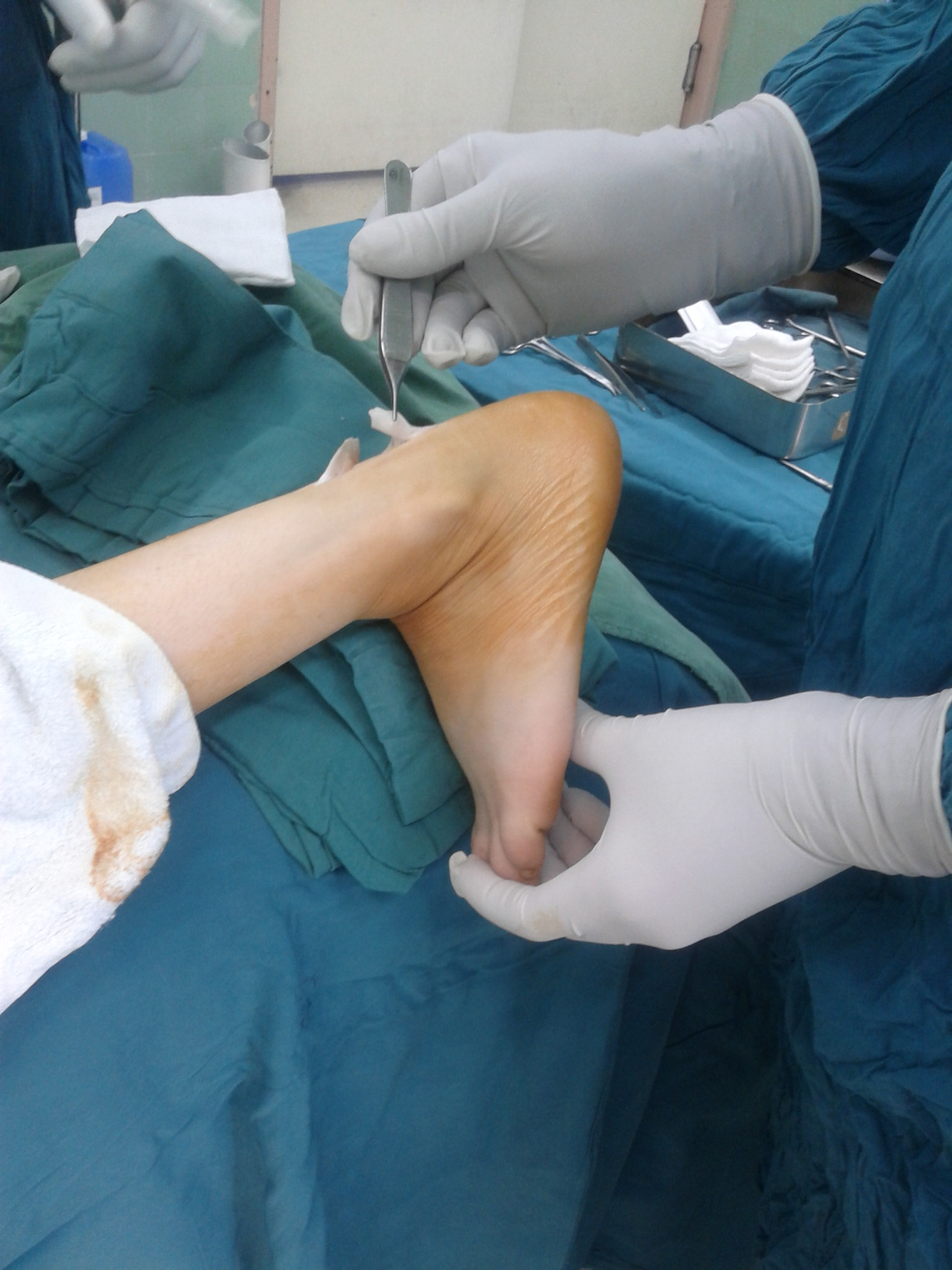
صورة أثناء اجراء جراحة على وتر العرقوب (Achilles tendon) لإطالته من أجل تحسين المشي والوقوف ، و تُرى القدم في حالة انثناء ظهراني (أو ثني خلفي) (dorsiflexion).

#### ثني وبسط اليد
الثني الراحيّ (بالإنجليزية: Palmarflexion) والثني الخلفي (الثني الظهراني) (بالإنجليزية: Dorsiflexion) يشيران إلى حركة ثني (palmarflexion) وبسط (dorsiflexion) لليد عند المعصم (الرسغ). هذان المصطلحان يشيران إلى الانثناء الحادث بين اليد والسطح الظهري للجسم (dorsal) أي الجزء الخلفي من الذراع، والانثناء الحادث بين اليد والسطح الأخمصي للجسم والذي يُعتبر من الناحية التشريحية الجانب الأمامي من الذراع. اتجاهات تلك المصطلحات في اليد هي عكسها في القدم بسبب الدوران الجنيني للأطراف في اتجاهين متعاكسين.
الثني الراحيّ (بالإنجليزية: Palmarflexion) يشير إلى تناقص الزاوية بين اليد والساعد الأمامي.
الثني الخلفي (بالإنجليزية: Dorsiflexion) يشير إلى التمدد في مفصل الرسغ، الذي يقرّب اليد إلى ظهر الجسم.

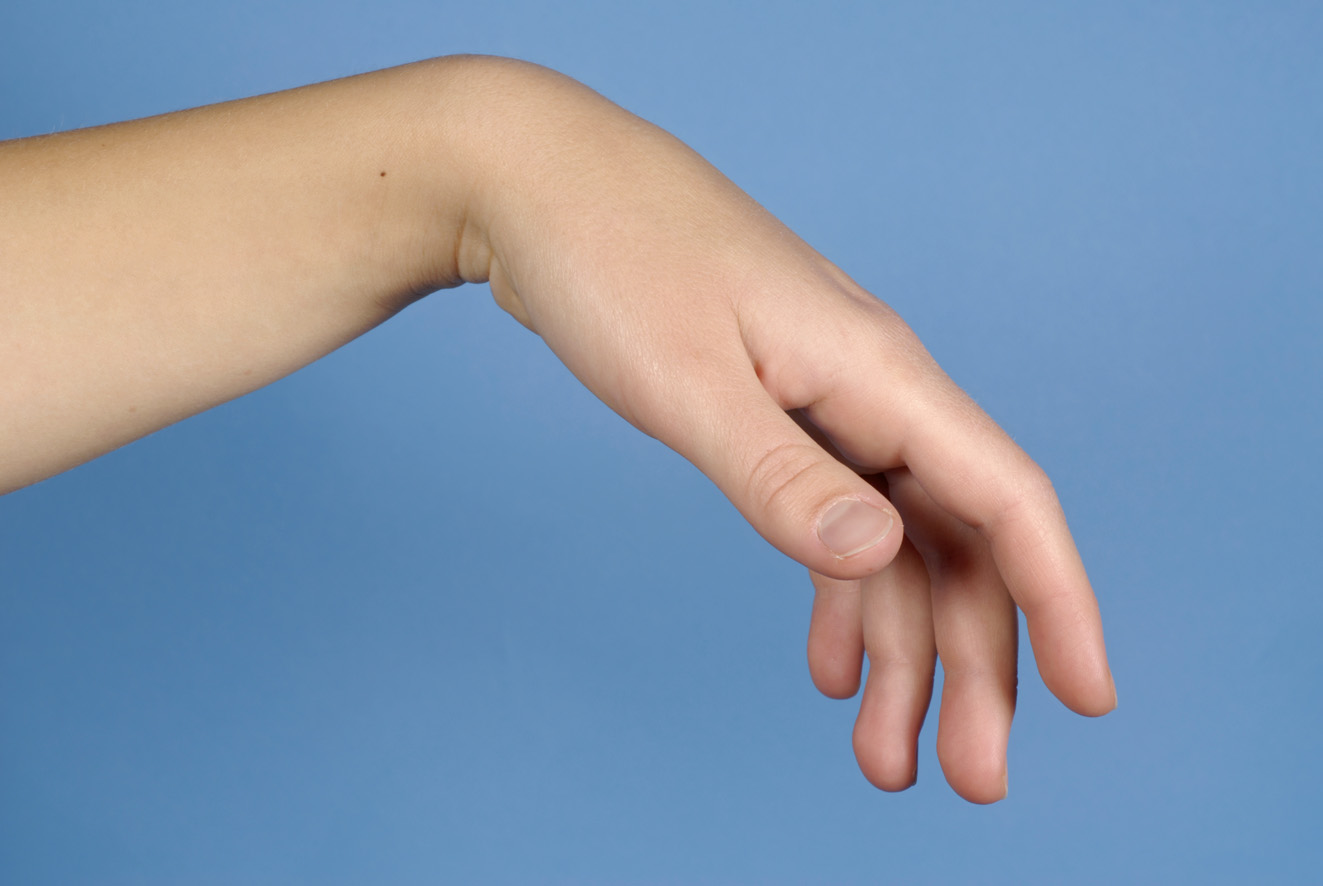
انثناء راحيّ (palmarflexion) لليدان.
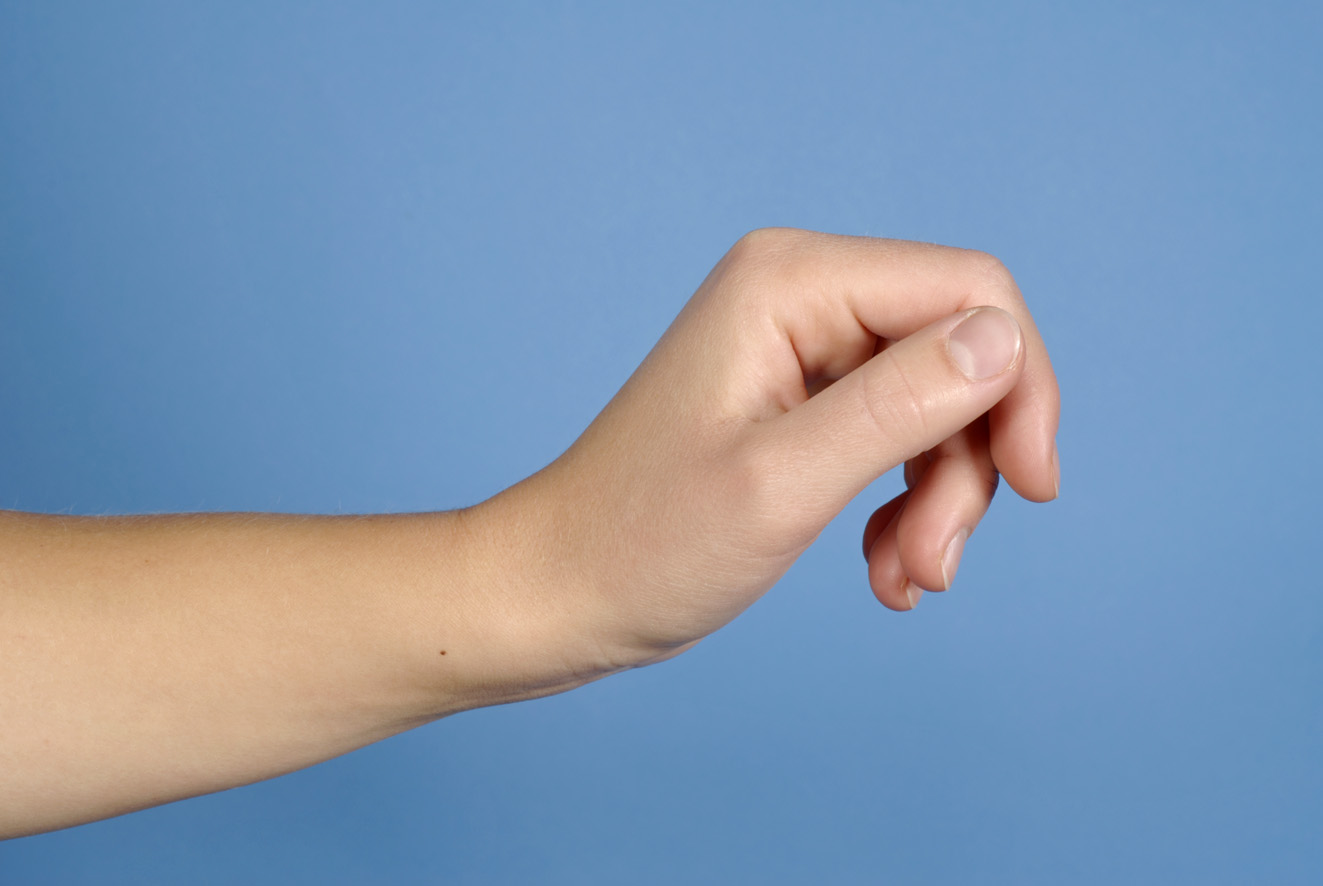
انثناء ظهراني أو ثني خلفي (dorsiflexion) لليدان.
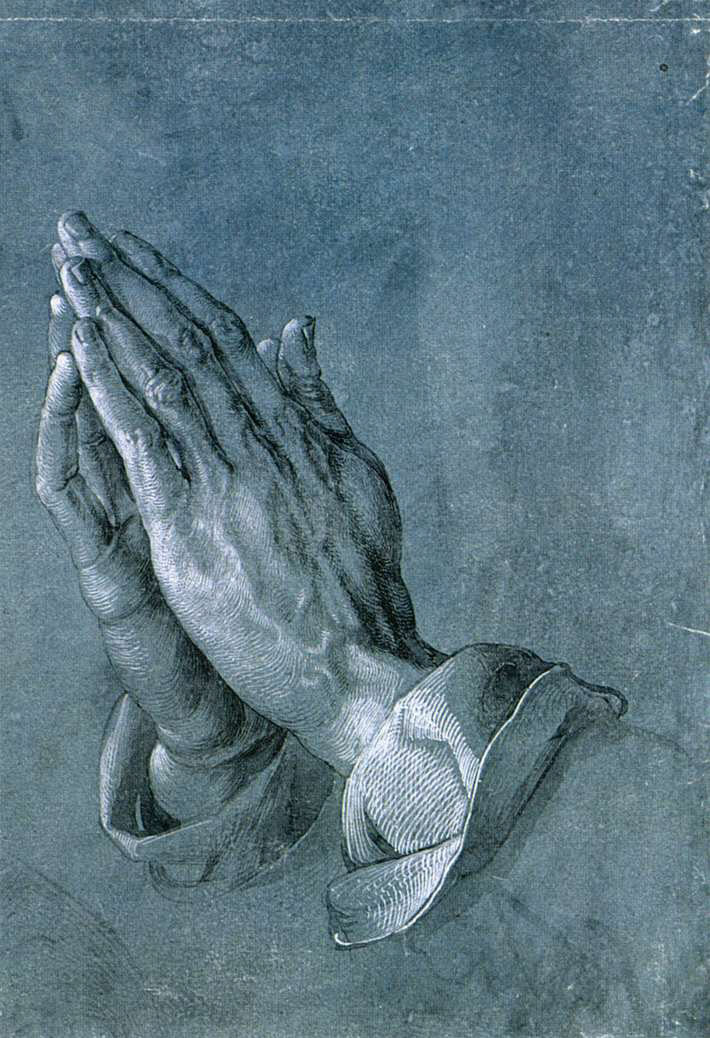
لوحة "يدان تصلي" (حوالي عام 1508) للرسّام الألماني آلبرخت دورر تُظهر انثناء ظهراني أو ثني خلفي (dorsiflexion) لليدان.

#### الكب والاستلقاء
الكبّ (بالإنجليزية: Pronation) و الاستلقاء (بالإنجليزية: Supination) يشيران إلى دوران الساعد أو القدم بحيث يكون الكف أو باطن القدم في الوضع التشريحي مواجه للأمام (البسط) أو للخلف (كبّ).
الكبّ في الساعد هو حركة دورانية بحيث تكون اليد والذراع العلوي إلى الداخل. كبّ القدم يشير إلى تحول القدم إلى الخارج، بحيث يكون تحميل الوزن على الجزء الإنسي (الوسطي) للقدم.

استلقاء الساعد يتم عندما يتم تدوير الساعد أو كف اليد إلى الخارج. استلقاء القدم يشير إلى تحول في باطن القدم إلى الداخل بحيث يكون تحميل الوزن على الجزء الوحشي (الخارجي) للقدم.

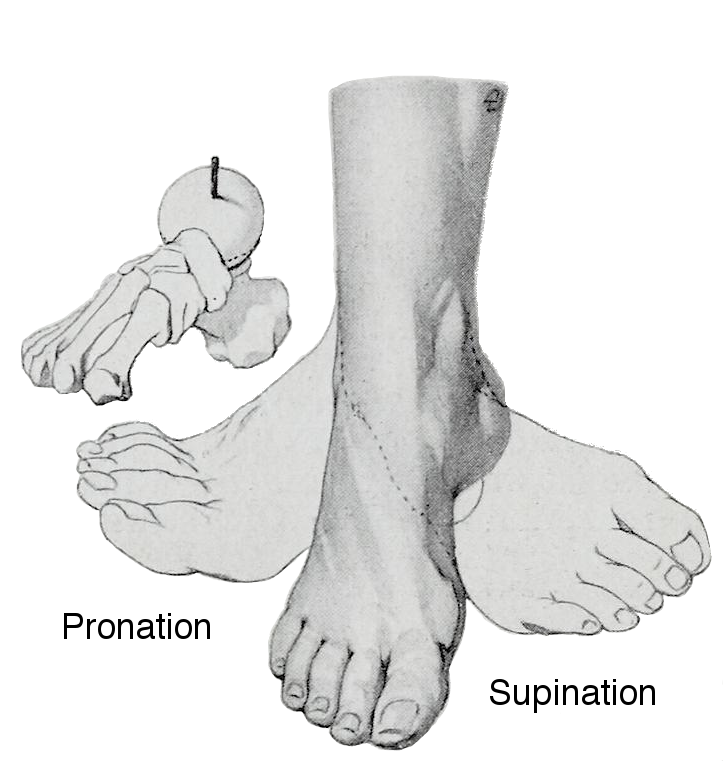
الاستلقاء (Supination) والأخذ (الكبّ) (Pronation) في القدم.
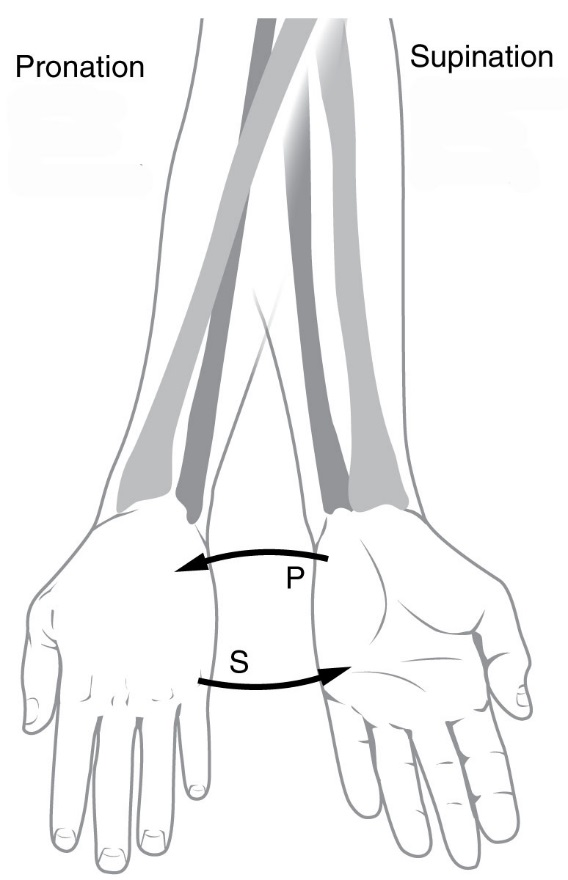
الاستلقاء (Supination) والأخذ (الكبّ) (Pronation) في الذراع.

#### الانقلاب للداخل والانقلاب للخارج
الانقلاب للخارج أو التشنيف  (بالإنجليزية: eversion) والانقلاب للداخل (بالإنجليزية: Inversion)، مصطلحان يُشيران إلى إمالة باطن القدم بعيدا عن خط الوسط من الجسم (انقلاب للخارج) أو نحو خط الوسط من الجسم (انقلاب للداخل).
الانقلاب للخارج (التشنيف) هو حركة باطن القدم بعيدا عن المستوى الناصف (ويسمى أيضا المستوى الوسطي أو المحوري) (بالإنجليزية: median plane) أو المستوى السهمي النصفي (بالإنجليزية: midsagittal plane). الانقلاب للداخل هو حركة باطن القدم نحو المستوى الناصف، على سبيل المثال عند التواء الكاحل.

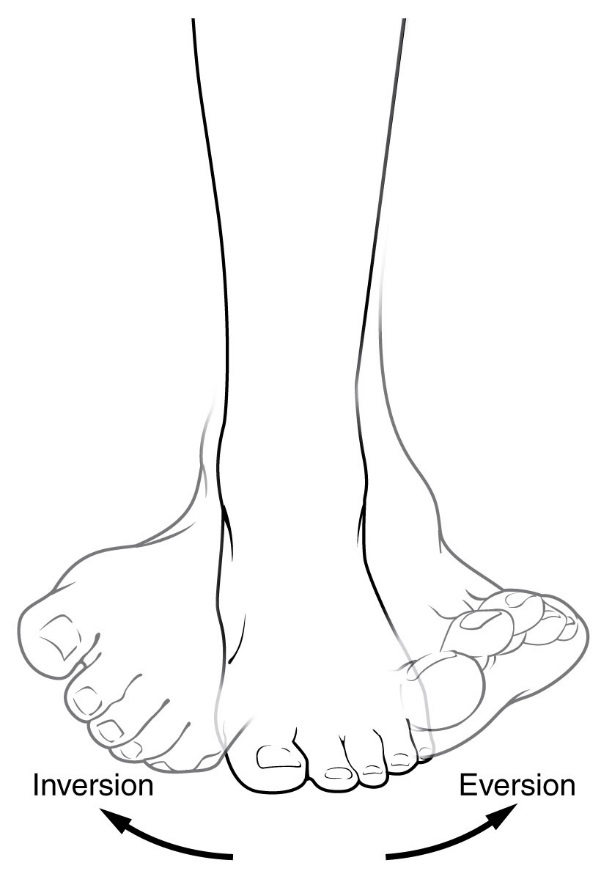
مثال يُظهر الانقلاب للداخل والانقلاب للخارج (التشنيف) في القدم اليسرى.
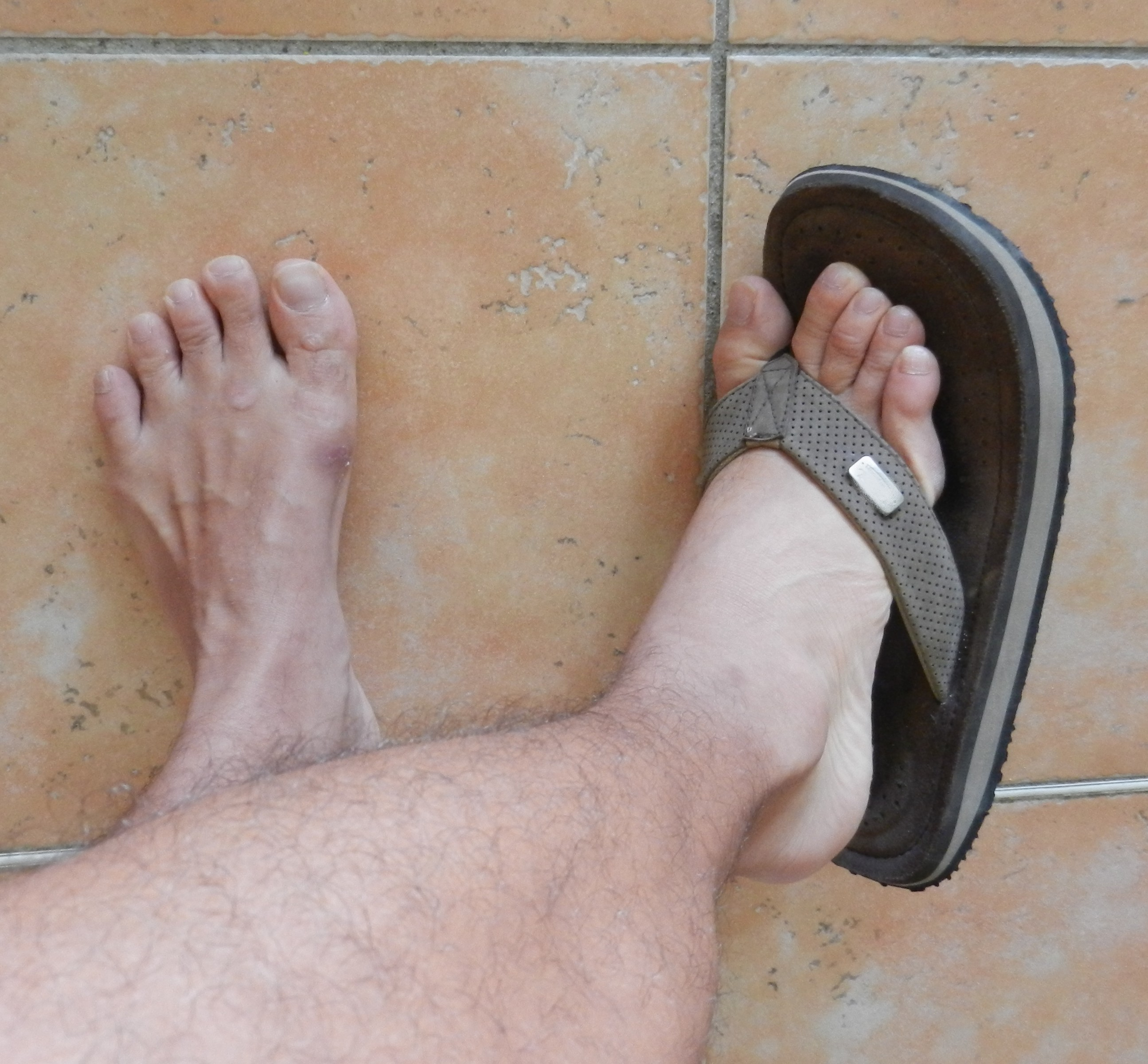
الانقلاب للخارج (التشنيف) في القدم اليمنى.
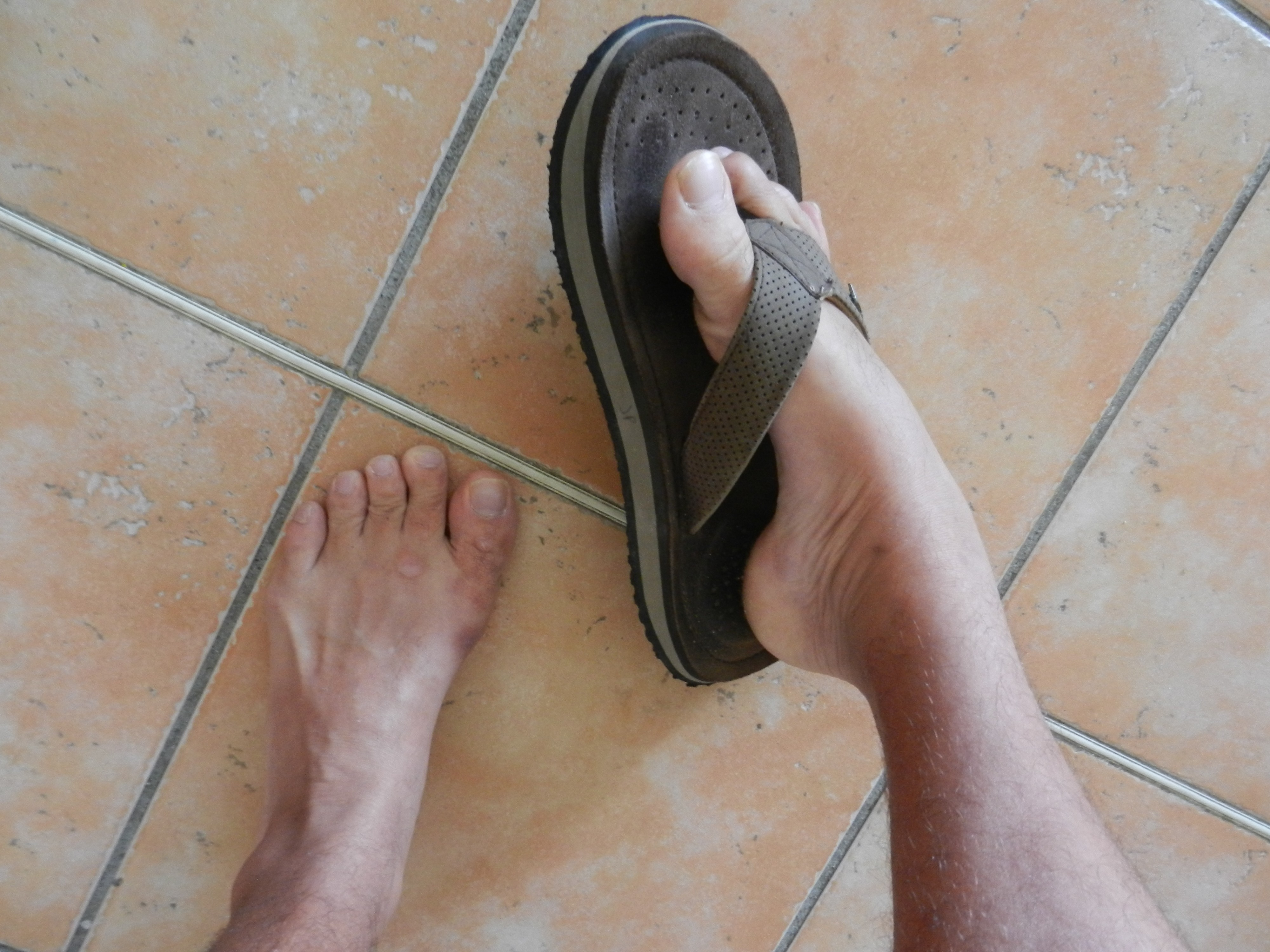
الانقلاب للداخل في القدم اليمنى.

### الحركات الخاصة بالعين
تُستخدم مصطلحات فريدة أيضا لوصف حركات العين. على سبيل المثال:
- التَحْويل (بالإنجليزية: version) هو حركة العين عندما تتحرك كلتا العينين معاً بشكل متزامن وبشكل متناظر في نفس الإتجاه.
- الالتواء (بالإنجليزية: Kinesiology) يشير إلى حركة العين التي تؤثر على المحور الرأسي للعين، مثل حركة العين عند النظر إلى الأنف.

### الحركات الخاصة بالفك والأسنان
- الإِطْباق (بالإنجليزية: Occlusion) هو حركة الفك السفلي في اتجاه الفك العلوي حتى تتلامس أسطح الأسنان المتقابلة في الفكين.
- بروز الفَكّ (بالإنجليزية: protrusion) و تَقاعُسُ الفَكّ (أي توضعه للخلف) (بالإنجليزية: retrusion) مصطلحان يُستخدمان أحيانا لوصف حركة الفك إلى الأمام (بروز) أو إلى الخلف (توضع خلفي)، على الترتيب.

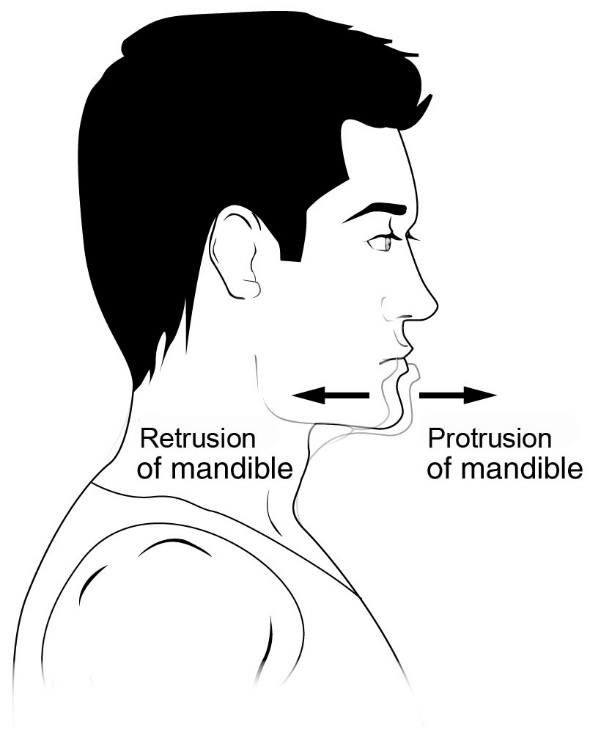
أمثلة تظهر بروز الفك (للأمام) وتوضعه للخلف.
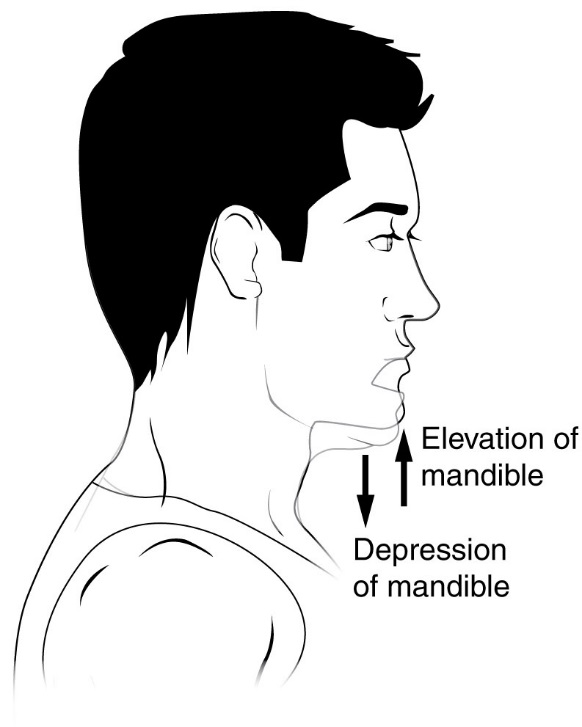
رفع وخفض الفك السفلي.

### أخرى
وتشمل المصطلحات الأخرى:
- الإنغاض (الإيماءة) (بالإنجليزية: Nutation) و الإنغاض العكسي (بالإنجليزية: counternutation) يشيران إلى حركة العجز (بالإنجليزية: sacrum) من حيث دوران الطنف (بالإنجليزية: promontory) لأسفل وللأمام (إيماءة) أو لأعلى وللخلف (إنغاض عكسي).
- تشير المُقَابَلَة إلى الحركة التي تنطوي على قبض الإبهام والأصابع.
- الإطالة (المطل) (بالإنجليزية: Protraction) و الانكماش (التراجع) (بالإنجليزية: Retraction) مصطلحان يشيران إلى الحركة الأمامية (إطالة) أو الحركة الخلفية (تراجع)، مثل حركة الذراع عند الكتفين (انظر الرسم). هذان المصطلحان تعرضا لانتقادات بأنها مصطلحات لَانَوعِيَّة وغير محددة.
- الحركة الترددية (الحركة المتناوبة) (بالإنجليزية: Reciprocal motion) هي حركة متبادلة بالتناوب في اتجاهات متقابلة.
- إعادة التوضيع أو التصحيح (بالإنجليزية: Reposition) مصطلح يشير إلى استعادة الوضع إلى الحالة الطبيعية. أمثلة: تصحيح وضع السن، تصحيح وضع العضلة، تصحيح وضع الفك.

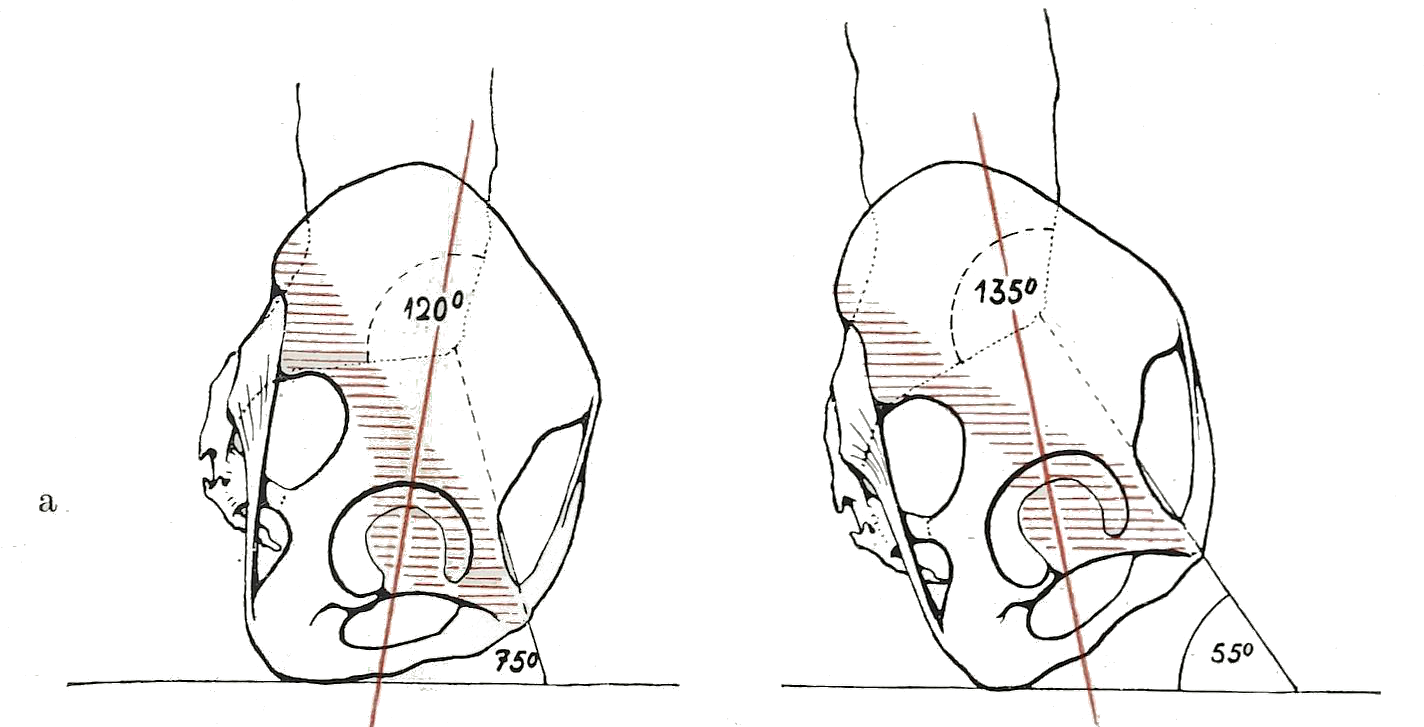
الصورة إلى اليسار: انغاض أو إيماءة (Nutation) ، و الصورة إلى اليمين: انغاض عكسي (counternutation).
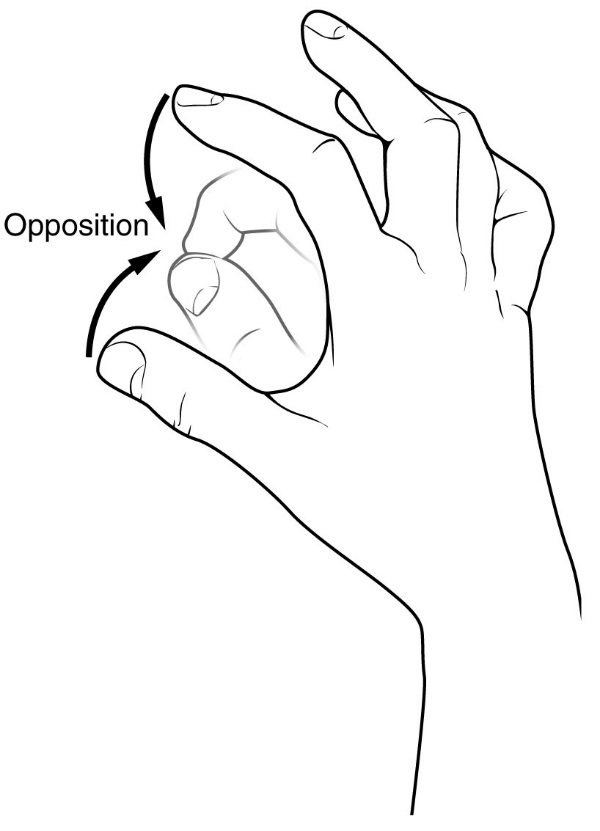
مثال على مُقَابَلَة (opposition) اصبعي الإبهام والسبابة.
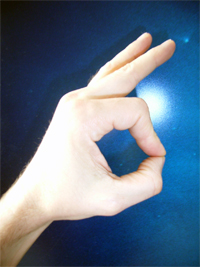
مثال على مُقَابَلَة (opposition) اصبعي الإبهام والسبابة.
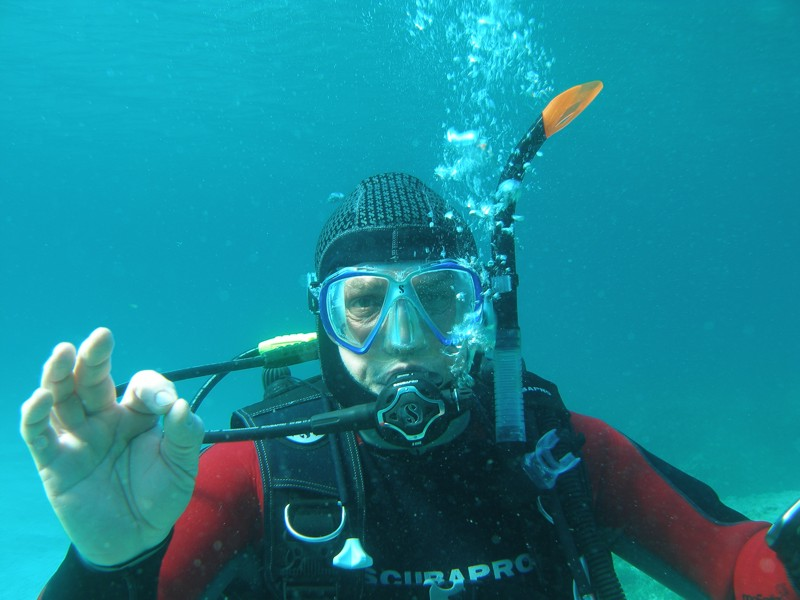
مُقَابَلَة (opposition) اصبعي الإبهام والسبابة تُعني علامة OK عند الغواصين.
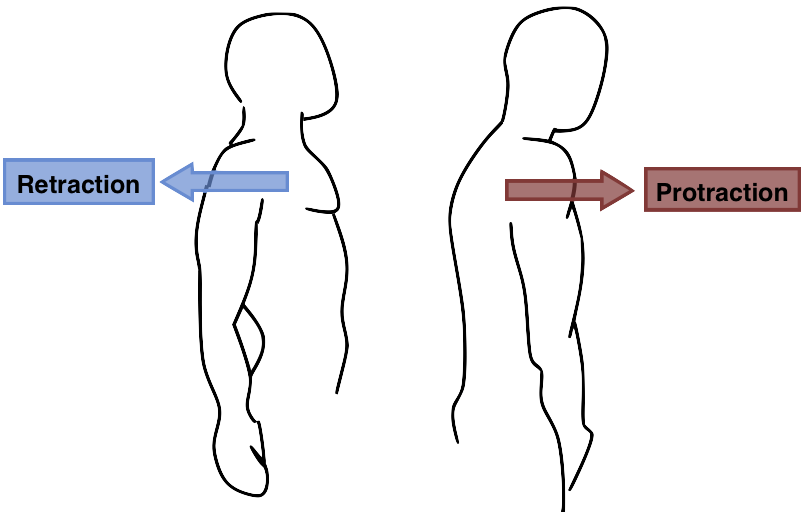
مقارنة توضيحية لبيان الإطالة والانكماش (تراجع) في الكتف والذراع.
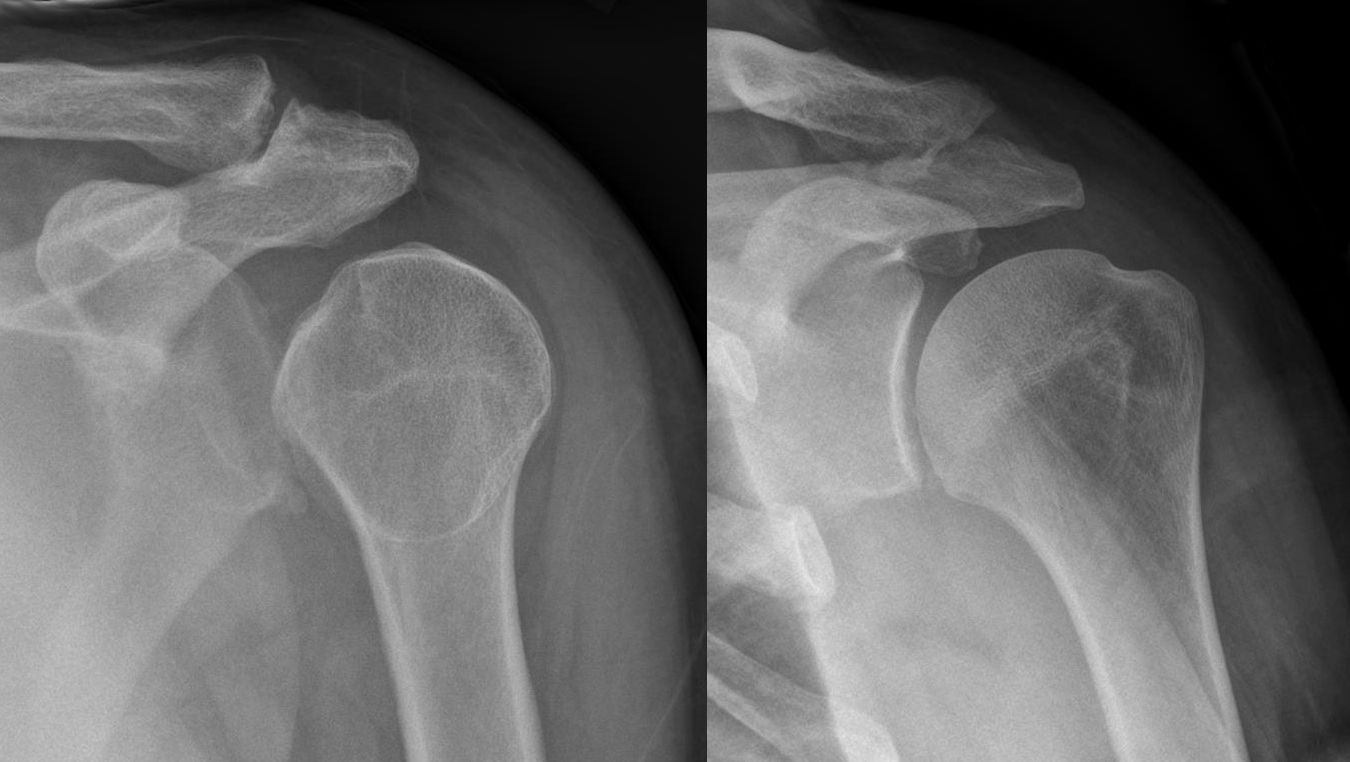
صورتين لمقارنة إعادة التوضع لمفصل الكتف.

## وصلات خارجية
- العضلات في العمل Hypermuscle: Muscles in Action at med.umich.edu نسخة محفوظة 29 يوليو 2016 على موقع واي باك مشين.